# Eleições gerais no Reino Unido em 2015
As eleições gerais britânicas em 2015 foi a votação popular que elegeu o 56º Parlamento do Reino Unido. As eleições aconteceram em 7 de maio de 2015.
As eleições aconteceram nos distritos eleitorais do Reino Unido para eleger os parlamentares da Câmara dos Comuns, a câmara baixa do Parlamento.
Esta foi a 55ª eleição geral no Reino Unido desde 1801 (eleições anteriores elegiam separadamente os parlamentos da Grã-Bretanha e da Irlanda). Este parlamento, contudo, é o 56º, já que o primeiro foi uma espécie de "eleição por consenso".
Cerca de 30 milhões de cidadãos britânicos votaram (66% de participação). David Cameron acabou sendo reeleito para um mandato de mais cinco anos após seu partido conquistar maioria absoluta no Parlamento.

## A eleição
A campanha eleitoral foi repleta de especulações sobre a possibilidade de haver um "parlamento pendurado/suspenso" (onde nenhum partido conquistaria maioria absoluta para formar um governo). Mas as pesquisas de opinião, que mostravam os dois principais partidos em pé de igualdade, pareceram subestimar a capacidade do Partido Conservador e superestimar a do Partido Trabalhista. A eleição que aparentava ser uma das mais apertadas da história acabou tendo o resultado oposto, com os conservadores se saindo muito bem. O primeiro-ministro no cargo, David Cameron, que governava o país desde 2010 apenas por meio de uma coalizão com os Liberais-Democratas, conseguiu eleger uma ampla maioria de 330 assentos no Parlamento (5 a mais que o necessário para formar um governo), contabilizando 36,9% dos votos válidos (ou 11 334 920 pessoas). Assim eles conseguiram formar um governo de maioria plena, o primeiro do partido desde 1992. Cameron tornou-se o primeiro líder britânico desde 1900 a se reeleger com mais votos populares do que na eleição anterior e o único primeiro-ministro, além de Margaret Thatcher, a se reeleger com seu partido conquistando mais assentos no parlamento. O Partido Trabalhista, liderado por Ed Miliband, manteve-se como o segundo maior partido do país, com 30,4% dos votos e 232 assentos, tornando-se a maior força de oposição aos Tories no parlamento. Miliband renunciou como líder dos Trabalhistas após o resultado insatisfatório de sua legenda nas urnas.
Enquanto os Conservadores continuavam a controlar a vida política na Inglaterra e os Trabalhistas no País de Gales, na Escócia o Partido Nacional Escocês (Scottish National Party ou SNP) ganhou considerável força após o referendo de independência, feito em 2014, conquistando apoio de uma população cada vez mais nacionalista, progressista e em desacordo com o governo conservador em Westminster. Na eleição geral de 2015 eles ganharam de forma avassaladora, tomando 56 dos 59 assentos aos quais a Escócia tem direito no Parlamento Britânico, tornando-se a terceira maior força política na Câmara dos Comuns. Já os Liberais-Democratas, liderados pelo vice primeiro-ministro Nick Clegg, perderam 49 assentos, ganhando apoio de apenas 7,85% do eleitorado (no pleito anterior, de 2010, eles haviam conquistado 23% dos votos). Este foi o pior resultado deles desde 1970. No total, os LibDems só conseguiram eleger 8 parlamentares, empatando com o até então inexpressivo Partido Unionista Democrático da Irlanda do Norte na posição de quarto maior partido em Westminster. Como resultado, Nick Clegg acabou renunciando à liderança do seu partido. Um partido que cresceu em proeminência na Inglaterra foi o UK Independence Party (UKIP), de extrema direita, que terminou como a terceira legenda mais votada (12,9%, ou 3 881 129 de votos), mas acabou decepcionando ao eleger apenas um parlamentar. O seu próprio líder, Nigel Farage, não conseguiu se eleger em seu distrito de Thanet South e acabou renunciando ao posto de cabeça do UKIP no dia seguinte ao pleito (embora o partido não tenha aceitado esta renúncia).
Vários políticos de carreira proeminentes na vida pública britânica acabaram perdendo seus cargos nas urnas, incluindo os membros do gabinete de sombra do partido trabalhista Ed Balls, Douglas Alexander e o líder dos trabalhistas na Escócia, Jim Murphy. Os ministros de Estado do governo de coalizão, Vince Cable, Danny Alexander, Simon Hughes e Ed Davey, tampouco conseguiram se reeleger, no pior resultado para o seu partido, os Liberais democratas, desde as eleições de 1959. A ministra do trabalho, Esther McVey, foi a principal figura dos Conservadores a perder seu posto na eleição. Partidos que conquistaram um bom resultado nas urnas em termos de votos, como o UKIP, reclamaram que terminaram com apenas um assento. Outros partidos menores fizeram queixas similares. Analistas acreditam que as subsequentes discussões sobre reforma política podem ter sido ocasionadas pelos resultados desta eleição.

## Debates
| Debates           | Debates                           | Debates                      | Debates                                 | Debates                                 | Debates                                 | Debates                                 | Debates                                 | Debates                                 | Debates                                 | Debates                                 | Debates     | Debates                            |   |   |   |   |           |        |
| Data              | Localização                       | Emissora                     | Moderador(es)                           | Nome Presente A Ausente N Não Convidado | Nome Presente A Ausente N Não Convidado | Nome Presente A Ausente N Não Convidado | Nome Presente A Ausente N Não Convidado | Nome Presente A Ausente N Não Convidado | Nome Presente A Ausente N Não Convidado | Nome Presente A Ausente N Não Convidado | Audiências  | Refs                               |   |   |   |   |           |        |
| Data              | Localização                       | Emissora                     | Moderador(es)                           | Con                                     | Lab                                     | LD                                      | SNP                                     | UKIP                                    | PC                                      | GPEW                                    | Audiências  | Refs                               |   |   |   |   |           |        |
| ----------------- | --------------------------------- | ---------------------------- | --------------------------------------- | --------------------------------------- | --------------------------------------- | --------------------------------------- | --------------------------------------- | --------------------------------------- | --------------------------------------- | --------------------------------------- | ----------- | ---------------------------------- | - | - | - | - | --------- | ------ |
| Data              | Localização                       | Emissora                     | Moderador(es)                           | 26 de março                             | Sky Studios, Isleworth                  | Channel 4 Sky BBC News                  | Jeremy Paxman                           | Cameron                                 | Miliband                                | N                                       | Audiências  | Refs                               | N | N | N | N | 3 milhões | [ 14 ] |
| 2 de abril        | dock10 studios, Salford           | ITV                          | Julie Etchingham                        | Cameron                                 | Miliband                                | Clegg                                   | Sturgeon                                | Farage                                  | Wood                                    | Bennett                                 | 7 milhões   | [ 15 ] [ 16 ] [ 17 ] [ 18 ] [ 19 ] |   |   |   |   |           |        |
| 16 de abril       | Westminster Central Hall, Londres | BBC One BBC News Sky News    | David Dimbleby                          | A                                       | Miliband                                | A                                       | Sturgeon                                | Farage                                  | Wood                                    | Bennett                                 | 8,8 milhões | [ 20 ] [ 21 ]                      |   |   |   |   |           |        |
| 30 de abril       | Leeds Town Hall, Leeds            | BBC One BBC News Sky News    | David Dimbleby                          | Cameron                                 | Miliband                                | Clegg                                   | Sturgeon                                | Farage                                  | Wood                                    | Bennett                                 | -           | [ 22 ] [ 23 ] [ 24 ] [ 25 ]        |   |   |   |   |           |        |
| Debates temáticos |                                   |                              |                                         |                                         |                                         |                                         |                                         |                                         |                                         |                                         |             |                                    |   |   |   |   |           |        |
| Data              | Emissora                          | Moderador(es)                | Tema                                    | Nome Presente A Ausente N Não Convidado | Nome Presente A Ausente N Não Convidado | Nome Presente A Ausente N Não Convidado | Nome Presente A Ausente N Não Convidado | Nome Presente A Ausente N Não Convidado | Nome Presente A Ausente N Não Convidado | Nome Presente A Ausente N Não Convidado | Audiências  | Refs                               |   |   |   |   |           |        |
| Data              | Emissora                          | Moderador(es)                | Tema                                    | Con                                     | Lab                                     | LD                                      | SNP                                     | UKIP                                    | PC                                      | GPEW                                    | Audiências  | Refs                               |   |   |   |   |           |        |
| Data              | Emissora                          | Moderador(es)                | Tema                                    |                                         |                                         |                                         |                                         |                                         |                                         |                                         | Audiências  | Refs                               |   |   |   |   |           |        |
| 20 de abril       | BBC Two                           | Andrew Neil Roger Harrabin   | Ambiente                                | Hancock                                 | Flint                                   | Davey                                   | N                                       | Helmer                                  | N                                       | Cooper                                  | -           | [ 26 ]                             |   |   |   |   |           |        |
| 21 de abril       | BBC Two                           | Andrew Neil Bridget Kendall  | Assuntos Externos                       | Hammond                                 | Alexander                               | Farron                                  | N                                       | Conde de Dartmouth                      | N                                       | Harvie                                  | -           | [ 27 ]                             |   |   |   |   |           |        |
| 22 de abril       | BBC Two                           | Andrew Neil Robert Peston    | Economia                                | Gauke                                   | Leslie                                  | Newby                                   | O'Flynn                                 | Hosie                                   | N                                       | N                                       | -           | [ 28 ]                             |   |   |   |   |           |        |
| 23 de abril       | BBC Two                           | Andrew Neil Branwen Jeffreys | Educação                                | Morgan                                  | Hunt                                    | Laws                                    | N                                       | Arnott                                  | N                                       | Humphreys                               | -           | [ 29 ]                             |   |   |   |   |           |        |
| 27 de abril       | BBC Two                           | Andrew Neil Mark Easton      | Assuntos Internos                       | May                                     | Cooper                                  | Baker                                   | N                                       | Woolfe                                  | Thomas                                  | N                                       | -           | [ 30 ]                             |   |   |   |   |           |        |
| 28 de abril       | BBC Two                           | Andrew Neil Mark Urban       | Defesa                                  | Fallon                                  | Coaker                                  | Harvey                                  | Robertson                               | N                                       | N                                       | Johnson                                 | -           | [ 31 ]                             |   |   |   |   |           |        |
| 29 de abril       | BBC Two                           | Andrew Neil Hugh Pym         | Saúde                                   | Hunt                                    | Burnham                                 | Lamb                                    | N                                       | Dalgleish                               | N                                       | Creasy                                  | -           | [ 32 ]                             |   |   |   |   |           |        |
| 5 de maio         | BBC Two                           | Andrew Neil Alison Holt      | Bem-estar                               | Smith                                   | Reeves                                  | Webb                                    | N                                       | Evans                                   | N                                       | Bartley                                 | -           | [ 33 ]                             |   |   |   |   |           |        |
| 6 de maio         | BBC Two                           | Andrew Neil Jo Coburn        | Confiança na Política                   | Hague                                   | Harman                                  | Brinton                                 | Smith                                   | James                                   | N                                       | N                                       | -           | [ 34 ]                             |   |   |   |   |           |        |
| Debates regionais |                                   |                              |                                         |                                         |                                         |                                         |                                         |                                         |                                         |                                         |             |                                    |   |   |   |   |           |        |
| Data              | Emissora                          | Moderador(es)                | Região                                  | Nome Presente A Ausente N Não Convidado | Nome Presente A Ausente N Não Convidado | Nome Presente A Ausente N Não Convidado | Nome Presente A Ausente N Não Convidado | Nome Presente A Ausente N Não Convidado | Nome Presente A Ausente N Não Convidado | Nome Presente A Ausente N Não Convidado | Refs        | Refs                               |   |   |   |   |           |        |
| Data              | Emissora                          | Moderador(es)                | Região                                  | Con                                     | Lab                                     | LD                                      | UKIP                                    | GPEW                                    | Respect                                 |                                         | Refs        | Refs                               |   |   |   |   |           |        |
| Data              | Emissora                          | Moderador(es)                | Região                                  |                                         |                                         |                                         |                                         |                                         |                                         |                                         | Refs        | Refs                               |   |   |   |   |           |        |
| 29 de abril       | BBC                               | Stewart White                | Leste da Inglaterra                     | Truss                                   | Sawford                                 | Lamb                                    | Carswell                                | Read                                    | N                                       |                                         | [ 35 ]      | [ 35 ]                             |   |   |   |   |           |        |
| 29 de abril       | BBC                               | Marie Ashby                  | Midlands Orientais                      | Jenrick                                 | Leslie                                  | Care                                    | Helmer                                  | Boettge                                 | N                                       |                                         | [ 36 ]      | [ 36 ]                             |   |   |   |   |           |        |
| 29 de abril       | BBC                               | Tim Iredale                  | East Riding of Yorkshire & Lincolnshire | McCartney                               | Johnson                                 | Thomas                                  | Ayling                                  | Dunn                                    | N                                       |                                         | [ 37 ]      | [ 37 ]                             |   |   |   |   |           |        |
| 29 de abril       | BBC                               | Andrew Neil                  | Londres                                 | Patel                                   | Khan                                    | Hughes                                  | Hilton                                  | Ali                                     | N                                       |                                         | [ 38 ]      | [ 38 ]                             |   |   |   |   |           |        |
| 29 de abril       | BBC                               | Carol Malia                  | Noroeste da Inglaterra & Cúmbria        | Opperman                                | Elliott                                 | Flynn                                   | Broughton                               | Perry                                   | N                                       |                                         | [ 39 ]      | [ 39 ]                             |   |   |   |   |           |        |

## Resultados
A 8 de maio de 2015 foi declarado o resultado dos 650 distritos:
| Partido                 | Partido                                 | Votos      | %             | +/-     | Deputados | +/-     |
| ----------------------- | --------------------------------------- | ---------- | ------------- | ------- | --------- | ------- |
|                         | Partido Conservador                     | 11 299 959 | 36,9 / 100,0  | 0,8     | 330 / 650 | 24      |
|                         | Partido Trabalhista                     | 9 344 328  | 30,4 / 100,0  | 1,4     | 232 / 650 | 26      |
|                         | Partido de Independência do Reino Unido | 3 881 129  | 12,6 / 100,0  | 9,5     | 1 / 650   | 1       |
|                         | Liberal Democratas                      | 2 415 888  | 7,9 / 100,0   | 15,1    | 8 / 650   | 49      |
|                         | Partido Nacional Escocês                | 1 454 436  | 4,7 / 100,0   | 3,0     | 56 / 650  | 50      |
|                         | Partido Verde                           | 1 157 613  | 3,8 / 100,0   | 2,9     | 1 / 650   | Estável |
|                         | Partido Unionista Democrático           | 184 260    | 0,6 / 100,0   | Estável | 8 / 650   | Estável |
|                         | Plaid Cymru                             | 181 694    | 0,6 / 100,0   | Estável | 3 / 650   | Estável |
|                         | Sinn Féin                               | 176 232    | 0,6 / 100,0   | Estável | 4 / 650   | 1       |
|                         | Partido Unionista do Ulster             | 114 935    | 0,4 / 100,0   | 0,1     | 2 / 650   | 2       |
|                         | Partido Social Democrata e Trabalhista  | 99 809     | 0,3 / 100,0   | 0,1     | 3 / 650   | Estável |
|                         | Independente                            | 98 711     | 0,3 / 100,0   | 0,1     | 1 / 650   | Estável |
|                         | Speaker                                 | 34 617     | 0,1 / 100,0   | -       | 1 / 650   | -       |
|                         | Outros                                  | 248 069    | 0,8 / 100,0   |         | 0 / 650   |         |
| Total                   | Total                                   | 30 691 680 | 100,0 / 100,0 |         | 650 / 650 |         |
| Eleitorado/Participação | Eleitorado/Participação                 | 46 222 410 | 66,4 / 100,0  | 1,3     |           |         |
| Fonte                   | Fonte                                   | [ 42 ]     | [ 42 ]        | [ 42 ]  | [ 42 ]    | [ 42 ]  |

## Resultados por Distrito Eleitoral
Os resultados completos nos Distritos eleitorais nas Eleições gerais no Reino Unido em 2015 foram os seguintes:

### Inglaterra

#### East of England
| Distrito Eleitoral                | 2010 | 2010                | 2010         | 2015 | 2015                | 2015         |
| --------------------------------- | ---- | ------------------- | ------------ | ---- | ------------------- | ------------ |
| Basildon and Billericay           |      | Partido Conservador | 52,8 / 100,0 |      | Partido Conservador | 52,7 / 100,0 |
| Bedford                           |      | Partido Conservador | 38,9 / 100,0 |      | Partido Conservador | 42,6 / 100,0 |
| Braintree                         |      | Partido Conservador | 52,6 / 100,0 |      | Partido Conservador | 53,8 / 100,0 |
| Brentwood and Ongar               |      | Partido Conservador | 56,9 / 100,0 |      | Partido Conservador | 58,8 / 100,0 |
| Broadland                         |      | Partido Conservador | 46,2 / 100,0 |      | Partido Conservador | 50,5 / 100,0 |
| Broxbourne                        |      | Partido Conservador | 58,8 / 100,0 |      | Partido Conservador | 56,1 / 100,0 |
| Bury St Edmunds                   |      | Partido Conservador | 47,5 / 100,0 |      | Partido Conservador | 53,6 / 100,0 |
| Cambridge                         |      | Liberal Democratas  | 39,1 / 100,0 |      | Partido Trabalhista | 36,0 / 100,0 |
| Castle Point                      |      | Partido Conservador | 44,0 / 100,0 |      | Partido Conservador | 50,9 / 100,0 |
| Central Suffolk and North Ipswich |      | Partido Conservador | 50,8 / 100,0 |      | Partido Conservador | 56,1 / 100,0 |
| Chelmsford                        |      | Partido Conservador | 46,2 / 100,0 |      | Partido Conservador | 51,5 / 100,0 |
| Clacton                           |      | Partido Conservador | 53,0 / 100,0 |      | UKIP                | 44,4 / 100,0 |
| Colchester                        |      | Liberal Democratas  | 48,0 / 100,0 |      | Partido Conservador | 38,9 / 100,0 |
| Epping Forest                     |      | Partido Conservador | 54,0 / 100,0 |      | Partido Conservador | 54,8 / 100,0 |
| Great Yarmouth                    |      | Partido Conservador | 43,1 / 100,0 |      | Partido Conservador | 42,9 / 100,0 |
| Harlow                            |      | Partido Conservador | 44,9 / 100,0 |      | Partido Conservador | 48,9 / 100,0 |
| Harwich and North Essex           |      | Partido Conservador | 46,9 / 100,0 |      | Partido Conservador | 51,0 / 100,0 |
| Hemel Hempstead                   |      | Partido Conservador | 50,0 / 100,0 |      | Partido Conservador | 52,9 / 100,0 |
| Hertford and Stortford            |      | Partido Conservador | 53,8 / 100,0 |      | Partido Conservador | 56,1 / 100,0 |
| Hertsmere                         |      | Partido Conservador | 56,0 / 100,0 |      | Partido Conservador | 59,3 / 100,0 |
| Hitchin and Harpenden             |      | Partido Conservador | 54,6 / 100,0 |      | Partido Conservador | 56,9 / 100,0 |
| Huntingdon                        |      | Partido Conservador | 48,9 / 100,0 |      | Partido Conservador | 53,0 / 100,0 |
| Ipswich                           |      | Partido Conservador | 39,1 / 100,0 |      | Partido Conservador | 44,8 / 100,0 |
| Luton North                       |      | Partido Trabalhista | 49,3 / 100,0 |      | Partido Trabalhista | 52,2 / 100,0 |
| Luton South                       |      | Partido Trabalhista | 34,9 / 100,0 |      | Partido Trabalhista | 44,2 / 100,0 |
| Maldon                            |      | Partido Conservador | 59,8 / 100,0 |      | Partido Conservador | 60,6 / 100,0 |
| Mid Bedfordshire                  |      | Partido Conservador | 52,5 / 100,0 |      | Partido Conservador | 56,1 / 100,0 |
| Mid Norfolk                       |      | Partido Conservador | 49,5 / 100,0 |      | Partido Conservador | 52,1 / 100,0 |
| North East Bedfordshire           |      | Partido Conservador | 55,8 / 100,0 |      | Partido Conservador | 59,5 / 100,0 |
| North East Cambridgeshire         |      | Partido Conservador | 51,4 / 100,0 |      | Partido Conservador | 55,1 / 100,0 |
| North East Hertfordshire          |      | Partido Conservador | 53,5 / 100,0 |      | Partido Conservador | 55,4 / 100,0 |
| North Norfolk                     |      | Liberal Democratas  | 55,5 / 100,0 |      | Liberal Democratas  | 39,1 / 100,0 |
| North West Cambridgeshire         |      | Partido Conservador | 50,5 / 100,0 |      | Partido Conservador | 52,5 / 100,0 |
| North West Norfolk                |      | Partido Conservador | 54,2 / 100,0 |      | Partido Conservador | 52,2 / 100,0 |
| Norwich North                     |      | Partido Conservador | 40,6 / 100,0 |      | Partido Conservador | 43,7 / 100,0 |
| Norwich South                     |      | Liberal Democratas  | 29,4 / 100,0 |      | Partido Trabalhista | 39,3 / 100,0 |
| Peterborough                      |      | Partido Conservador | 40,4 / 100,0 |      | Partido Conservador | 39,7 / 100,0 |
| Rayleigh and Wickford             |      | Partido Conservador | 57,8 / 100,0 |      | Partido Conservador | 54,7 / 100,0 |
| Rochford and Southend East        |      | Partido Conservador | 46,9 / 100,0 |      | Partido Conservador | 46,4 / 100,0 |
| Saffron Walden                    |      | Partido Conservador | 55,4 / 100,0 |      | Partido Conservador | 57,2 / 100,0 |
| South Basildon and East Thurrock  |      | Partido Conservador | 43,9 / 100,0 |      | Partido Conservador | 43,4 / 100,0 |
| South Cambridgeshire              |      | Partido Conservador | 47,4 / 100,0 |      | Partido Conservador | 51,1 / 100,0 |
| South East Cambridgeshire         |      | Partido Conservador | 48,0 / 100,0 |      | Partido Conservador | 48,5 / 100,0 |
| South Norfolk                     |      | Partido Conservador | 49,3 / 100,0 |      | Partido Conservador | 54,3 / 100,0 |
| South Suffolk                     |      | Partido Conservador | 47,7 / 100,0 |      | Partido Conservador | 53,1 / 100,0 |
| South West Bedfordshire           |      | Partido Conservador | 52,8 / 100,0 |      | Partido Conservador | 55,0 / 100,0 |
| South West Hertfordshire          |      | Partido Conservador | 54,2 / 100,0 |      | Partido Conservador | 56,9 / 100,0 |
| South West Norfolk                |      | Partido Conservador | 48,3 / 100,0 |      | Partido Conservador | 50,9 / 100,0 |
| Southend West                     |      | Partido Conservador | 46,1 / 100,0 |      | Partido Conservador | 49,8 / 100,0 |
| St Albans                         |      | Partido Conservador | 40,8 / 100,0 |      | Partido Conservador | 46,6 / 100,0 |
| Stevenage                         |      | Partido Conservador | 41,4 / 100,0 |      | Partido Conservador | 44,5 / 100,0 |
| Suffolk Coastal                   |      | Partido Conservador | 46,4 / 100,0 |      | Partido Conservador | 51,9 / 100,0 |
| Thurrock                          |      | Partido Conservador | 36,8 / 100,0 |      | Partido Conservador | 33,7 / 100,0 |
| Watford                           |      | Partido Conservador | 34,9 / 100,0 |      | Partido Conservador | 43,5 / 100,0 |
| Waveney                           |      | Partido Conservador | 40,2 / 100,0 |      | Partido Conservador | 42,3 / 100,0 |
| Welwyn Hatfield                   |      | Partido Conservador | 57,0 / 100,0 |      | Partido Conservador | 50,4 / 100,0 |
| West Suffolk                      |      | Partido Conservador | 50,6 / 100,0 |      | Partido Conservador | 52,2 / 100,0 |
| Witham                            |      | Partido Conservador | 52,2 / 100,0 |      | Partido Conservador | 57,5 / 100,0 |

#### East Midlands
| Distrito Eleitoral             | 2010 | 2010                | 2010         | 2015 | 2015                | 2015         |
| ------------------------------ | ---- | ------------------- | ------------ | ---- | ------------------- | ------------ |
| Amber Valley                   |      | Partido Conservador | 38,6 / 100,0 |      | Partido Conservador | 44,0 / 100,0 |
| Ashfield                       |      | Partido Trabalhista | 33,7 / 100,0 |      | Partido Trabalhista | 41,0 / 100,0 |
| Bassetlaw                      |      | Partido Trabalhista | 50,5 / 100,0 |      | Partido Trabalhista | 48,6 / 100,0 |
| Bolsover                       |      | Partido Trabalhista | 50,0 / 100,0 |      | Partido Trabalhista | 51,2 / 100,0 |
| Boston and Skegness            |      | Partido Conservador | 49,4 / 100,0 |      | Partido Conservador | 43,8 / 100,0 |
| Bosworth                       |      | Partido Conservador | 42,6 / 100,0 |      | Partido Conservador | 42,8 / 100,0 |
| Broxtowe                       |      | Partido Conservador | 39,0 / 100,0 |      | Partido Conservador | 45,2 / 100,0 |
| Charnwood                      |      | Partido Conservador | 49,6 / 100,0 |      | Partido Conservador | 54,3 / 100,0 |
| Chesterfield                   |      | Partido Trabalhista | 39,0 / 100,0 |      | Partido Trabalhista | 47,9 / 100,0 |
| Corby                          |      | Partido Conservador | 42,2 / 100,0 |      | Partido Conservador | 42,8 / 100,0 |
| Daventry                       |      | Partido Conservador | 56,5 / 100,0 |      | Partido Conservador | 58,2 / 100,0 |
| Derby North                    |      | Partido Trabalhista | 33,0 / 100,0 |      | Partido Conservador | 36,7 / 100,0 |
| Derby South                    |      | Partido Trabalhista | 43,3 / 100,0 |      | Partido Trabalhista | 49,0 / 100,0 |
| Derbyshire Dales               |      | Partido Conservador | 52,1 / 100,0 |      | Partido Conservador | 52,4 / 100,0 |
| Erewash                        |      | Partido Conservador | 39,5 / 100,0 |      | Partido Conservador | 42,7 / 100,0 |
| Gainsborough                   |      | Partido Conservador | 49,3 / 100,0 |      | Partido Conservador | 52,7 / 100,0 |
| Gedling                        |      | Partido Trabalhista | 41,1 / 100,0 |      | Partido Trabalhista | 42,3 / 100,0 |
| Grantham and Stamford          |      | Partido Conservador | 50,3 / 100,0 |      | Partido Conservador | 52,8 / 100,0 |
| Harborough                     |      | Partido Conservador | 49,0 / 100,0 |      | Partido Conservador | 52,7 / 100,0 |
| High Peak                      |      | Partido Conservador | 40,9 / 100,0 |      | Partido Conservador | 45,0 / 100,0 |
| Kettering                      |      | Partido Conservador | 49,1 / 100,0 |      | Partido Conservador | 51,8 / 100,0 |
| Leicester East                 |      | Partido Trabalhista | 53,8 / 100,0 |      | Partido Trabalhista | 61,1 / 100,0 |
| Leicester South                |      | Partido Trabalhista | 45,6 / 100,0 |      | Partido Trabalhista | 59,8 / 100,0 |
| Leicester West                 |      | Partido Trabalhista | 38,4 / 100,0 |      | Partido Trabalhista | 46,5 / 100,0 |
| Lincoln                        |      | Partido Conservador | 37,5 / 100,0 |      | Partido Conservador | 42,6 / 100,0 |
| Loughborough                   |      | Partido Conservador | 41,6 / 100,0 |      | Partido Conservador | 49,5 / 100,0 |
| Louth and Horncastle           |      | Partido Conservador | 49,6 / 100,0 |      | Partido Conservador | 51,2 / 100,0 |
| Mansfield                      |      | Partido Trabalhista | 38,7 / 100,0 |      | Partido Trabalhista | 39,4 / 100,0 |
| Mid Derbyshire                 |      | Partido Conservador | 48,3 / 100,0 |      | Partido Conservador | 52,2 / 100,0 |
| Newark                         |      | Partido Conservador | 53,9 / 100,0 |      | Partido Conservador | 57,0 / 100,0 |
| North East Derbyshire          |      | Partido Trabalhista | 38,2 / 100,0 |      | Partido Trabalhista | 40,6 / 100,0 |
| North West Leicestershire      |      | Partido Conservador | 44,6 / 100,0 |      | Partido Conservador | 49,5 / 100,0 |
| Northampton North              |      | Partido Conservador | 34,1 / 100,0 |      | Partido Conservador | 42,4 / 100,0 |
| Northampton South              |      | Partido Conservador | 40,8 / 100,0 |      | Partido Conservador | 41,6 / 100,0 |
| Nottingham East                |      | Partido Trabalhista | 45,4 / 100,0 |      | Partido Trabalhista | 54,6 / 100,0 |
| Nottingham North               |      | Partido Trabalhista | 48,6 / 100,0 |      | Partido Trabalhista | 54,6 / 100,0 |
| Nottingham South               |      | Partido Trabalhista | 37,3 / 100,0 |      | Partido Trabalhista | 47,6 / 100,0 |
| Rushcliffe                     |      | Partido Conservador | 51,2 / 100,0 |      | Partido Conservador | 51,4 / 100,0 |
| Rutland and Melton             |      | Partido Conservador | 51,2 / 100,0 |      | Partido Conservador | 55,6 / 100,0 |
| Sherwood                       |      | Partido Conservador | 39,2 / 100,0 |      | Partido Conservador | 45,0 / 100,0 |
| Sleaford and North Hykeham     |      | Partido Conservador | 51,6 / 100,0 |      | Partido Conservador | 53,5 / 100,0 |
| South Derbyshire               |      | Partido Conservador | 45,5 / 100,0 |      | Partido Conservador | 49,4 / 100,0 |
| South Holland and The Deepings |      | Partido Conservador | 59,1 / 100,0 |      | Partido Conservador | 59,6 / 100,0 |
| South Leicestershire           |      | Partido Conservador | 49,5 / 100,0 |      | Partido Conservador | 53,2 / 100,0 |
| South Northamptonshire         |      | Partido Conservador | 55,2 / 100,0 |      | Partido Conservador | 60,1 / 100,0 |
| Wellingborough                 |      | Partido Conservador | 48,2 / 100,0 |      | Partido Conservador | 52,1 / 100,0 |

#### London (Londres)
| Distrito Eleitoral                | 2010 | 2010                | 2010         | 2015 | 2015                | 2015         |
| --------------------------------- | ---- | ------------------- | ------------ | ---- | ------------------- | ------------ |
| Barking                           |      | Partido Trabalhista | 54,3 / 100,0 |      | Partido Trabalhista | 57,7 / 100,0 |
| Bettersea                         |      | Partido Conservador | 47,3 / 100,0 |      | Partido Conservador | 52,4 / 100,0 |
| Beckenham                         |      | Partido Conservador | 57,9 / 100,0 |      | Partido Conservador | 57,3 / 100,0 |
| Bermondsey and Old Southwark      |      | Liberal Democratas  | 48,4 / 100,0 |      | Partido Trabalhista | 43,1 / 100,0 |
| Bethnal Green and Bow             |      | Partido Trabalhista | 42,9 / 100,0 |      | Partido Trabalhista | 61,2 / 100,0 |
| Bexleyheath and Crayford          |      | Partido Conservador | 50,5 / 100,0 |      | Partido Conservador | 47,3 / 100,0 |
| Brent Central                     |      | Liberal Democratas  | 44,2 / 100,0 |      | Partido Trabalhista | 62,1 / 100,0 |
| Brent North                       |      | Partido Trabalhista | 46,9 / 100,0 |      | Partido Trabalhista | 54,3 / 100,0 |
| Brentford and Isleworth           |      | Partido Conservador | 37,2 / 100,0 |      | Partido Trabalhista | 43,8 / 100,0 |
| Bromley and Chislehurst           |      | Partido Conservador | 53,5 / 100,0 |      | Partido Conservador | 53,0 / 100,0 |
| Camberwell and Peckham            |      | Partido Trabalhista | 59,2 / 100,0 |      | Partido Trabalhista | 63,3 / 100,0 |
| Carshalton and Wallington         |      | Liberal Democratas  | 48,3 / 100,0 |      | Liberal Democratas  | 34,9 / 100,0 |
| Chelsea and Fulham                |      | Partido Conservador | 60,5 / 100,0 |      | Partido Conservador | 62,9 / 100,0 |
| Chingford and Woodford Green      |      | Partido Conservador | 52,8 / 100,0 |      | Partido Conservador | 47,9 / 100,0 |
| Chipping Barnet                   |      | Partido Conservador | 48,8 / 100,0 |      | Partido Conservador | 48,6 / 100,0 |
| Cities of London and Westminster  |      | Partido Conservador | 52,2 / 100,0 |      | Partido Conservador | 54,1 / 100,0 |
| Croydon Central                   |      | Partido Conservador | 39,5 / 100,0 |      | Partido Conservador | 43,0 / 100,0 |
| Croydon North                     |      | Partido Trabalhista | 56,0 / 100,0 |      | Partido Trabalhista | 62,6 / 100,0 |
| Croydon South                     |      | Partido Conservador | 50,9 / 100,0 |      | Partido Conservador | 54,5 / 100,0 |
| Dagenham and Rainham              |      | Partido Trabalhista | 40,3 / 100,0 |      | Partido Trabalhista | 41,4 / 100,0 |
| Dulwich and West Norwood          |      | Partido Trabalhista | 46,6 / 100,0 |      | Partido Trabalhista | 54,1 / 100,0 |
| Ealing Central and Acton          |      | Partido Conservador | 38,0 / 100,0 |      | Partido Trabalhista | 43,2 / 100,0 |
| Ealing North                      |      | Partido Trabalhista | 50,4 / 100,0 |      | Partido Trabalhista | 55,1 / 100,0 |
| Ealing Southall                   |      | Partido Trabalhista | 51,5 / 100,0 |      | Partido Trabalhista | 65,0 / 100,0 |
| East Ham                          |      | Partido Trabalhista | 70,4 / 100,0 |      | Partido Trabalhista | 77,6 / 100,0 |
| Edmonton                          |      | Partido Trabalhista | 53,7 / 100,0 |      | Partido Trabalhista | 61,4 / 100,0 |
| Eltham                            |      | Partido Trabalhista | 41,5 / 100,0 |      | Partido Trabalhista | 42,6 / 100,0 |
| Enfield North                     |      | Partido Conservador | 42,3 / 100,0 |      | Partido Trabalhista | 43,7 / 100,0 |
| Enfield Southgate                 |      | Partido Conservador | 49,4 / 100,0 |      | Partido Conservador | 49,4 / 100,0 |
| Erith and Thamesmead              |      | Partido Trabalhista | 44,9 / 100,0 |      | Partido Trabalhista | 49,8 / 100,0 |
| Feltham and Heston                |      | Partido Trabalhista | 43,6 / 100,0 |      | Partido Trabalhista | 52,3 / 100,0 |
| Finchley and Golders Green        |      | Partido Conservador | 46,0 / 100,0 |      | Partido Conservador | 50,9 / 100,0 |
| Greenwich and Woolwich            |      | Partido Trabalhista | 49,2 / 100,0 |      | Partido Trabalhista | 52,2 / 100,0 |
| Hackney North and Stoke Newington |      | Partido Trabalhista | 55,0 / 100,0 |      | Partido Trabalhista | 62,9 / 100,0 |
| Hackney South and Shoreditch      |      | Partido Trabalhista | 55,7 / 100,0 |      | Partido Trabalhista | 64,4 / 100,0 |
| Hammersmith                       |      | Partido Trabalhista | 43,9 / 100,0 |      | Partido Trabalhista | 50,0 / 100,0 |
| Hampstead and Kilburn             |      | Partido Trabalhista | 32,8 / 100,0 |      | Partido Trabalhista | 44,4 / 100,0 |
| Harrow East                       |      | Partido Conservador | 44,7 / 100,0 |      | Partido Conservador | 50,3 / 100,0 |
| Harrow West                       |      | Partido Trabalhista | 43,6 / 100,0 |      | Partido Trabalhista | 47,0 / 100,0 |
| Hayes and Harlington              |      | Partido Trabalhista | 54,8 / 100,0 |      | Partido Trabalhista | 59,6 / 100,0 |
| Hendon                            |      | Partido Conservador | 42,3 / 100,0 |      | Partido Conservador | 49,0 / 100,0 |
| Holborn and St Pancras            |      | Partido Trabalhista | 46,1 / 100,0 |      | Partido Trabalhista | 52,9 / 100,0 |
| Hornchurch and Upminster          |      | Partido Conservador | 51,4 / 100,0 |      | Partido Conservador | 49,0 / 100,0 |
| Hornsey and Wood Green            |      | Liberal Democratas  | 46,5 / 100,0 |      | Partido Trabalhista | 50,9 / 100,0 |
| Ilford North                      |      | Partido Conservador | 45,8 / 100,0 |      | Partido Trabalhista | 43,9 / 100,0 |
| Ilford South                      |      | Partido Trabalhista | 49,4 / 100,0 |      | Partido Trabalhista | 64,0 / 100,0 |
| Islington North                   |      | Partido Trabalhista | 54,5 / 100,0 |      | Partido Trabalhista | 60,2 / 100,0 |
| Islington South and Finsbury      |      | Partido Trabalhista | 42,3 / 100,0 |      | Partido Trabalhista | 50,9 / 100,0 |
| Kensington                        |      | Partido Conservador | 50,1 / 100,0 |      | Partido Conservador | 52,3 / 100,0 |
| Kingston and Surbiton             |      | Liberal Democratas  | 49,8 / 100,0 |      | Partido Conservador | 39,2 / 100,0 |
| Lewisham Deptford                 |      | Partido Trabalhista | 53,7 / 100,0 |      | Partido Trabalhista | 60,2 / 100,0 |
| Lewisham East                     |      | Partido Trabalhista | 43,1 / 100,0 |      | Partido Trabalhista | 55,7 / 100,0 |
| Lewisham West and Penge           |      | Partido Trabalhista | 41,1 / 100,0 |      | Partido Trabalhista | 50,6 / 100,0 |
| Leyton and Wanstead               |      | Partido Trabalhista | 43,6 / 100,0 |      | Partido Trabalhista | 58,6 / 100,0 |
| Mitcham and Morden                |      | Partido Trabalhista | 56,5 / 100,0 |      | Partido Trabalhista | 60,7 / 100,0 |
| Old Bexley and Sidcup             |      | Partido Conservador | 54,1 / 100,0 |      | Partido Conservador | 52,8 / 100,0 |
| Orpington                         |      | Partido Conservador | 59,7 / 100,0 |      | Partido Conservador | 57,4 / 100,0 |
| Poplar and Limehouse              |      | Partido Trabalhista | 40,0 / 100,0 |      | Partido Trabalhista | 58,5 / 100,0 |
| Putney                            |      | Partido Conservador | 53,0 / 100,0 |      | Partido Conservador | 53,8 / 100,0 |
| Richmond Park                     |      | Partido Conservador | 49,7 / 100,0 |      | Partido Conservador | 58,2 / 100,0 |
| Romford                           |      | Partido Conservador | 56,0 / 100,0 |      | Partido Conservador | 51,0 / 100,0 |
| Ruislip, Northwood and Pinner     |      | Partido Conservador | 57,5 / 100,0 |      | Partido Conservador | 59,6 / 100,0 |
| Streatham                         |      | Partido Trabalhista | 42,8 / 100,0 |      | Partido Trabalhista | 53,0 / 100,0 |
| Sutton and Cheam                  |      | Liberal Democratas  | 45,7 / 100,0 |      | Partido Conservador | 41,5 / 100,0 |
| Tooting                           |      | Partido Trabalhista | 43,5 / 100,0 |      | Partido Trabalhista | 47,2 / 100,0 |
| Tottenham                         |      | Partido Trabalhista | 59,3 / 100,0 |      | Partido Trabalhista | 67,3 / 100,0 |
| Twickenham                        |      | Liberal Democratas  | 54,4 / 100,0 |      | Partido Conservador | 41,3 / 100,0 |
| Uxbridge and South Ruislip        |      | Partido Conservador | 48,3 / 100,0 |      | Partido Conservador | 50,2 / 100,0 |
| Vauxhall                          |      | Partido Trabalhista | 49,8 / 100,0 |      | Partido Trabalhista | 53,8 / 100,0 |
| Walthamstow                       |      | Partido Trabalhista | 51,8 / 100,0 |      | Partido Trabalhista | 68,9 / 100,0 |
| West Ham                          |      | Partido Trabalhista | 62,7 / 100,0 |      | Partido Trabalhista | 68,4 / 100,0 |
| Westminster North                 |      | Partido Trabalhista | 43,9 / 100,0 |      | Partido Trabalhista | 46,8 / 100,0 |
| Wimbledon                         |      | Partido Conservador | 49,1 / 100,0 |      | Partido Conservador | 52,1 / 100,0 |

#### North East
| Distrito Eleitoral                     | 2010 | 2010                | 2010         | 2015 | 2015                | 2015         |
| -------------------------------------- | ---- | ------------------- | ------------ | ---- | ------------------- | ------------ |
| Berwick-upon-Tweed                     |      | Liberal Democratas  | 43,7 / 100,0 |      | Partido Conservador | 41,1 / 100,0 |
| Bishop Auckland                        |      | Partido Trabalhista | 39,0 / 100,0 |      | Partido Trabalhista | 41,4 / 100,0 |
| Blaydon                                |      | Partido Trabalhista | 49,6 / 100,0 |      | Partido Trabalhista | 49,2 / 100,0 |
| Blyth Valley                           |      | Partido Trabalhista | 44,5 / 100,0 |      | Partido Trabalhista | 46,3 / 100,0 |
| City of Durham                         |      | Partido Trabalhista | 44,3 / 100,0 |      | Partido Trabalhista | 47,3 / 100,0 |
| Darlington                             |      | Partido Trabalhista | 39,4 / 100,0 |      | Partido Trabalhista | 42,9 / 100,0 |
| Easington                              |      | Partido Trabalhista | 58,9 / 100,0 |      | Partido Trabalhista | 61,0 / 100,0 |
| Gateshead                              |      | Partido Trabalhista | 54,1 / 100,0 |      | Partido Trabalhista | 56,8 / 100,0 |
| Hartlepool                             |      | Partido Trabalhista | 42,5 / 100,0 |      | Partido Trabalhista | 35,6 / 100,0 |
| Hexham                                 |      | Partido Conservador | 43,2 / 100,0 |      | Partido Conservador | 52,7 / 100,0 |
| Houghton and Sunderland South          |      | Partido Trabalhista | 50,3 / 100,0 |      | Partido Trabalhista | 55,1 / 100,0 |
| Jarrow                                 |      | Partido Trabalhista | 53,9 / 100,0 |      | Partido Trabalhista | 55,7 / 100,0 |
| Middlesbrough                          |      | Partido Trabalhista | 45,9 / 100,0 |      | Partido Trabalhista | 56,8 / 100,0 |
| Middlesbrough South and East Cleveland |      | Partido Trabalhista | 39,2 / 100,0 |      | Partido Trabalhista | 42,0 / 100,0 |
| Newcastle upon Tyne Central            |      | Partido Trabalhista | 45,9 / 100,0 |      | Partido Trabalhista | 55,0 / 100,0 |
| Newcastle upon Tyne East               |      | Partido Trabalhista | 45,0 / 100,0 |      | Partido Trabalhista | 49,4 / 100,0 |
| Newcastle upon Tyne North              |      | Partido Trabalhista | 40,8 / 100,0 |      | Partido Trabalhista | 46,1 / 100,0 |
| North Durham                           |      | Partido Trabalhista | 50,5 / 100,0 |      | Partido Trabalhista | 54,9 / 100,0 |
| North Tyneside                         |      | Partido Trabalhista | 50,7 / 100,0 |      | Partido Trabalhista | 55,9 / 100,0 |
| North West Durham                      |      | Partido Trabalhista | 42,3 / 100,0 |      | Partido Trabalhista | 46,9 / 100,0 |
| Redcar                                 |      | Liberal Democratas  | 45,2 / 100,0 |      | Partido Trabalhista | 43,9 / 100,0 |
| Sedgefield                             |      | Partido Trabalhista | 45,1 / 100,0 |      | Partido Trabalhista | 47,2 / 100,0 |
| South Shields                          |      | Partido Trabalhista | 52,0 / 100,0 |      | Partido Trabalhista | 51,3 / 100,0 |
| Stockton North                         |      | Partido Trabalhista | 42,8 / 100,0 |      | Partido Trabalhista | 49,1 / 100,0 |
| Stockton South                         |      | Partido Conservador | 38,9 / 100,0 |      | Partido Conservador | 46,8 / 100,0 |
| Sunderland Central                     |      | Partido Trabalhista | 45,9 / 100,0 |      | Partido Trabalhista | 50,2 / 100,0 |
| Tynemouth                              |      | Partido Trabalhista | 45,3 / 100,0 |      | Partido Trabalhista | 48,2 / 100,0 |
| Wansbeck                               |      | Partido Trabalhista | 45,9 / 100,0 |      | Partido Trabalhista | 50,0 / 100,0 |
| Washington and Sunderland West         |      | Partido Trabalhista | 52,5 / 100,0 |      | Partido Trabalhista | 55,0 / 100,0 |

#### North West
| Distrito Eleitoral            | 2010 | 2010                | 2010         | 2015 | 2015                | 2015         |
| ----------------------------- | ---- | ------------------- | ------------ | ---- | ------------------- | ------------ |
| Altrincham and Sale West      |      | Partido Conservador | 48,9 / 100,0 |      | Partido Conservador | 53,0 / 100,0 |
| Ashton-under-Lyne             |      | Partido Trabalhista | 48,4 / 100,0 |      | Partido Trabalhista | 49,8 / 100,0 |
| Barrow and Furness            |      | Partido Trabalhista | 48,1 / 100,0 |      | Partido Trabalhista | 42,3 / 100,0 |
| Birkenhead                    |      | Partido Trabalhista | 62,5 / 100,0 |      | Partido Trabalhista | 67,6 / 100,0 |
| Blackburn                     |      | Partido Trabalhista | 47,8 / 100,0 |      | Partido Trabalhista | 56,3 / 100,0 |
| Blackley and Broughton        |      | Partido Trabalhista | 54,3 / 100,0 |      | Partido Trabalhista | 61,9 / 100,0 |
| Blackpool North and Cleveleys |      | Partido Conservador | 41,8 / 100,0 |      | Partido Conservador | 44,4 / 100,0 |
| Blackpool South               |      | Partido Trabalhista | 41,1 / 100,0 |      | Partido Trabalhista | 41,8 / 100,0 |
| Bolton North East             |      | Partido Trabalhista | 45,9 / 100,0 |      | Partido Trabalhista | 43,0 / 100,0 |
| Bolton South East             |      | Partido Trabalhista | 47,4 / 100,0 |      | Partido Trabalhista | 50,5 / 100,0 |
| Bolton West                   |      | Partido Trabalhista | 38,5 / 100,0 |      | Partido Conservador | 40,6 / 100,0 |
| Bootle                        |      | Partido Trabalhista | 66,5 / 100,0 |      | Partido Trabalhista | 74,5 / 100,0 |
| Burnley                       |      | Liberal Democratas  | 35,7 / 100,0 |      | Partido Trabalhista | 37,6 / 100,0 |
| Bury North                    |      | Partido Conservador | 40,2 / 100,0 |      | Partido Conservador | 41,9 / 100,0 |
| Bury South                    |      | Partido Trabalhista | 40,4 / 100,0 |      | Partido Trabalhista | 45,1 / 100,0 |
| Carlisle                      |      | Partido Conservador | 39,3 / 100,0 |      | Partido Conservador | 44,3 / 100,0 |
| Cheadle                       |      | Liberal Democratas  | 47,1 / 100,0 |      | Partido Conservador | 43,1 / 100,0 |
| Chorley                       |      | Partido Trabalhista | 43,2 / 100,0 |      | Partido Trabalhista | 45,1 / 100,0 |
| City of Chester               |      | Partido Conservador | 40,6 / 100,0 |      | Partido Trabalhista | 43,2 / 100,0 |
| Congleton                     |      | Partido Conservador | 45,8 / 100,0 |      | Partido Conservador | 53,3 / 100,0 |
| Copeland                      |      | Partido Trabalhista | 46,0 / 100,0 |      | Partido Trabalhista | 42,3 / 100,0 |
| Crewe and Nantwitch           |      | Partido Conservador | 45,8 / 100,0 |      | Partido Conservador | 45,0 / 100,0 |
| Denton and Reddish            |      | Partido Trabalhista | 51,0 / 100,0 |      | Partido Trabalhista | 50,8 / 100,0 |
| Eddisbury                     |      | Partido Conservador | 51,7 / 100,0 |      | Partido Conservador | 51,0 / 100,0 |
| Ellesmere Port and Neston     |      | Partido Trabalhista | 44,6 / 100,0 |      | Partido Trabalhista | 47,8 / 100,0 |
| Fylde                         |      | Partido Conservador | 52,2 / 100,0 |      | Partido Conservador | 49,1 / 100,0 |
| Garston and Halewood          |      | Partido Trabalhista | 59,5 / 100,0 |      | Partido Trabalhista | 69,1 / 100,0 |
| Halton                        |      | Partido Trabalhista | 57,7 / 100,0 |      | Partido Trabalhista | 62,8 / 100,0 |
| Hazel Grove                   |      | Liberal Democratas  | 48,8 / 100,0 |      | Partido Conservador | 41,4 / 100,0 |
| Heywood and Middleton         |      | Partido Trabalhista | 40,1 / 100,0 |      | Partido Trabalhista | 43,1 / 100,0 |
| Hyndburn                      |      | Partido Trabalhista | 41,1 / 100,0 |      | Partido Trabalhista | 42,1 / 100,0 |
| Knowsley                      |      | Partido Trabalhista | 70,9 / 100,0 |      | Partido Trabalhista | 78,1 / 100,0 |
| Lancaster and Fleetwood       |      | Partido Conservador | 36,1 / 100,0 |      | Partido Trabalhista | 42,3 / 100,0 |
| Leigh                         |      | Partido Trabalhista | 48,0 / 100,0 |      | Partido Trabalhista | 53,9 / 100,0 |
| Liverpool Riverside           |      | Partido Trabalhista | 59,3 / 100,0 |      | Partido Trabalhista | 67,4 / 100,0 |
| Liverpool Walton              |      | Partido Trabalhista | 72,0 / 100,0 |      | Partido Trabalhista | 81,3 / 100,0 |
| Liverpool Wavertree           |      | Partido Trabalhista | 53,1 / 100,0 |      | Partido Trabalhista | 69,3 / 100,0 |
| Liverpool West Derby          |      | Partido Trabalhista | 64,1 / 100,0 |      | Partido Trabalhista | 75,2 / 100,0 |
| Macclesfield                  |      | Partido Conservador | 47,0 / 100,0 |      | Partido Conservador | 52,5 / 100,0 |
| Makerfield                    |      | Partido Trabalhista | 47,3 / 100,0 |      | Partido Trabalhista | 51,8 / 100,0 |
| Manchester Central            |      | Partido Trabalhista | 52,7 / 100,0 |      | Partido Trabalhista | 61,3 / 100,0 |
| Manchester Gorton             |      | Partido Trabalhista | 50,1 / 100,0 |      | Partido Trabalhista | 67,1 / 100,0 |
| Manchester Withington         |      | Liberal Democratas  | 44,6 / 100,0 |      | Partido Trabalhista | 53,7 / 100,0 |
| Morecambe and Lunesdale       |      | Partido Conservador | 41,5 / 100,0 |      | Partido Conservador | 45,5 / 100,0 |
| Oldham East and Saddleworth   |      | Partido Trabalhista | 31,9 / 100,0 |      | Partido Trabalhista | 39,4 / 100,0 |
| Oldham West and Royton        |      | Partido Trabalhista | 45,5 / 100,0 |      | Partido Trabalhista | 54,8 / 100,0 |
| Pendle                        |      | Partido Conservador | 38,9 / 100,0 |      | Partido Conservador | 47,2 / 100,0 |
| Penrith and The Border        |      | Partido Conservador | 53,4 / 100,0 |      | Partido Conservador | 59,7 / 100,0 |
| Preston                       |      | Partido Trabalhista | 48,2 / 100,0 |      | Partido Trabalhista | 56,0 / 100,0 |
| Ribble Valley                 |      | Partido Conservador | 50,3 / 100,0 |      | Partido Conservador | 48,6 / 100,0 |
| Rochdale                      |      | Partido Trabalhista | 36,4 / 100,0 |      | Partido Trabalhista | 46,1 / 100,0 |
| Rossendale and Darwen         |      | Partido Conservador | 41,8 / 100,0 |      | Partido Conservador | 46,6 / 100,0 |
| Salford and Eccles            |      | Partido Trabalhista | 40,1 / 100,0 |      | Partido Trabalhista | 49,4 / 100,0 |
| Sefton Central                |      | Partido Trabalhista | 41,9 / 100,0 |      | Partido Trabalhista | 53,8 / 100,0 |
| South Ribble                  |      | Partido Conservador | 45,5 / 100,0 |      | Partido Conservador | 46,4 / 100,0 |
| Southport                     |      | Liberal Democratas  | 49,6 / 100,0 |      | Liberal Democratas  | 31,0 / 100,0 |
| St Helens North               |      | Partido Trabalhista | 51,7 / 100,0 |      | Partido Trabalhista | 57,0 / 100,0 |
| St Helens South and Whiston   |      | Partido Trabalhista | 52,9 / 100,0 |      | Partido Trabalhista | 59,8 / 100,0 |
| Stalybridge and Hyde          |      | Partido Trabalhista | 39,6 / 100,0 |      | Partido Trabalhista | 45,0 / 100,0 |
| Stockport                     |      | Partido Trabalhista | 42,7 / 100,0 |      | Partido Trabalhista | 49,9 / 100,0 |
| Stretford and Urmston         |      | Partido Trabalhista | 48,6 / 100,0 |      | Partido Trabalhista | 53,0 / 100,0 |
| Tatton                        |      | Partido Conservador | 54,6 / 100,0 |      | Partido Conservador | 58,6 / 100,0 |
| Wallasey                      |      | Partido Trabalhista | 51,8 / 100,0 |      | Partido Trabalhista | 60,4 / 100,0 |
| Warrington North              |      | Partido Trabalhista | 45,5 / 100,0 |      | Partido Trabalhista | 47,8 / 100,0 |
| Warrington South              |      | Partido Conservador | 35,8 / 100,0 |      | Partido Conservador | 43,7 / 100,0 |
| Weaver Vale                   |      | Partido Conservador | 38,5 / 100,0 |      | Partido Conservador | 43,2 / 100,0 |
| West Lancashire               |      | Partido Trabalhista | 45,1 / 100,0 |      | Partido Trabalhista | 49,3 / 100,0 |
| Westmorland and Lonsdale      |      | Liberal Democratas  | 60,0 / 100,0 |      | Liberal Democratas  | 51,5 / 100,0 |
| Wigan                         |      | Partido Trabalhista | 48,5 / 100,0 |      | Partido Trabalhista | 52,2 / 100,0 |
| Wirral South                  |      | Partido Trabalhista | 40,8 / 100,0 |      | Partido Trabalhista | 48,2 / 100,0 |
| Wirral West                   |      | Partido Conservador | 42,5 / 100,0 |      | Partido Trabalhista | 45,1 / 100,0 |
| Workington                    |      | Partido Trabalhista | 45,5 / 100,0 |      | Partido Trabalhista | 42,3 / 100,0 |
| Worsley and Eccles South      |      | Partido Trabalhista | 42,9 / 100,0 |      | Partido Trabalhista | 44,2 / 100,0 |
| Wyre and Preston North        |      | Partido Conservador | 52,4 / 100,0 |      | Partido Conservador | 53,2 / 100,0 |
| Wythenshawe and Sale East     |      | Partido Trabalhista | 44,1 / 100,0 |      | Partido Trabalhista | 50,1 / 100,0 |

#### South East
| Distrito Eleitoral             | 2010 | 2010                | 2010         | 2015 | 2015                | 2015         |
| ------------------------------ | ---- | ------------------- | ------------ | ---- | ------------------- | ------------ |
| Aldershot                      |      | Partido Conservador | 46,7 / 100,0 |      | Partido Conservador | 50,6 / 100,0 |
| Arundel and South Downs        |      | Partido Conservador | 57,8 / 100,0 |      | Partido Conservador | 60,8 / 100,0 |
| Ashford                        |      | Partido Conservador | 54,1 / 100,0 |      | Partido Conservador | 52,5 / 100,0 |
| Aylesbury                      |      | Partido Conservador | 52,2 / 100,0 |      | Partido Conservador | 50,7 / 100,0 |
| Banbury                        |      | Partido Conservador | 52,8 / 100,0 |      | Partido Conservador | 53,0 / 100,0 |
| Basingstoke                    |      | Partido Conservador | 50,5 / 100,0 |      | Partido Conservador | 48,6 / 100,0 |
| Beaconsfield                   |      | Partido Conservador | 61,1 / 100,0 |      | Partido Conservador | 63,2 / 100,0 |
| Bexhill and Battle             |      | Partido Conservador | 51,6 / 100,0 |      | Partido Conservador | 54,8 / 100,0 |
| Bognor Regis and Littlehampton |      | Partido Conservador | 51,4 / 100,0 |      | Partido Conservador | 51,3 / 100,0 |
| Bracknell                      |      | Partido Conservador | 52,4 / 100,0 |      | Partido Conservador | 55,8 / 100,0 |
| Brighton Kemptown              |      | Partido Conservador | 38,0 / 100,0 |      | Partido Conservador | 40,7 / 100,0 |
| Brighton Pavilion              |      | Partido Verde       | 31,3 / 100,0 |      | Partido Verde       | 41,8 / 100,0 |
| Buckingham                     |      | Speaker             | 47,3 / 100,0 |      | Speaker             | 64,5 / 100,0 |
| Canterbury                     |      | Partido Conservador | 44,8 / 100,0 |      | Partido Conservador | 42,9 / 100,0 |
| Chatham and Aylesford          |      | Partido Conservador | 46,2 / 100,0 |      | Partido Conservador | 50,2 / 100,0 |
| Chesham and Amersham           |      | Partido Conservador | 60,4 / 100,0 |      | Partido Conservador | 59,1 / 100,0 |
| Chichester                     |      | Partido Conservador | 55,3 / 100,0 |      | Partido Conservador | 57,7 / 100,0 |
| Crawley                        |      | Partido Conservador | 44,8 / 100,0 |      | Partido Conservador | 47,0 / 100,0 |
| Dartford                       |      | Partido Conservador | 48,8 / 100,0 |      | Partido Conservador | 49,0 / 100,0 |
| Dover                          |      | Partido Conservador | 44,0 / 100,0 |      | Partido Conservador | 43,3 / 100,0 |
| East Hampshire                 |      | Partido Conservador | 56,8 / 100,0 |      | Partido Conservador | 60,7 / 100,0 |
| East Surrey                    |      | Partido Conservador | 56,7 / 100,0 |      | Partido Conservador | 57,4 / 100,0 |
| East Worthing and Shoreham     |      | Partido Conservador | 48,5 / 100,0 |      | Partido Conservador | 49,5 / 100,0 |
| Eastbourne                     |      | Liberal Democratas  | 47,3 / 100,0 |      | Partido Conservador | 39,6 / 100,0 |
| Eastleigh                      |      | Liberal Democratas  | 46,5 / 100,0 |      | Partido Conservador | 42,3 / 100,0 |
| Epsom and Ewell                |      | Partido Conservador | 58,2 / 100,0 |      | Partido Conservador | 58,3 / 100,0 |
| Esher and Walton               |      | Partido Conservador | 58,9 / 100,0 |      | Partido Conservador | 62,9 / 100,0 |
| Fareham                        |      | Partido Conservador | 55,3 / 100,0 |      | Partido Conservador | 56,1 / 100,0 |
| Faversham and Mid Kent         |      | Partido Conservador | 56,2 / 100,0 |      | Partido Conservador | 54,4 / 100,0 |
| Folkestone and Hythe           |      | Partido Conservador | 49,4 / 100,0 |      | Partido Conservador | 47,9 / 100,0 |
| Gillingham and Rainham         |      | Partido Conservador | 46,2 / 100,0 |      | Partido Conservador | 48,0 / 100,0 |
| Gosport                        |      | Partido Conservador | 51,8 / 100,0 |      | Partido Conservador | 55,3 / 100,0 |
| Gravesham                      |      | Partido Conservador | 48,5 / 100,0 |      | Partido Conservador | 46,8 / 100,0 |
| Guildford                      |      | Partido Conservador | 53,3 / 100,0 |      | Partido Conservador | 57,1 / 100,0 |
| Hastings and Rye               |      | Partido Conservador | 41,1 / 100,0 |      | Partido Conservador | 44,5 / 100,0 |
| Havant                         |      | Partido Conservador | 51,1 / 100,0 |      | Partido Conservador | 51,7 / 100,0 |
| Henley                         |      | Partido Conservador | 56,2 / 100,0 |      | Partido Conservador | 58,5 / 100,0 |
| Horsham                        |      | Partido Conservador | 52,7 / 100,0 |      | Partido Conservador | 57,3 / 100,0 |
| Hove                           |      | Partido Conservador | 36,7 / 100,0 |      | Partido Trabalhista | 42,3 / 100,0 |
| Isle of Wight                  |      | Partido Conservador | 46,7 / 100,0 |      | Partido Conservador | 40,7 / 100,0 |
| Lewes                          |      | Liberal Democratas  | 52,0 / 100,0 |      | Partido Conservador | 38,0 / 100,0 |
| Maidenhead                     |      | Partido Conservador | 59,5 / 100,0 |      | Partido Conservador | 65,8 / 100,0 |
| Maidstone and The Weald        |      | Partido Conservador | 48,0 / 100,0 |      | Partido Conservador | 45,5 / 100,0 |
| Meon Valley                    |      | Partido Conservador | 56,2 / 100,0 |      | Partido Conservador | 61,1 / 100,0 |
| Mid Sussex                     |      | Partido Conservador | 50,7 / 100,0 |      | Partido Conservador | 56,1 / 100,0 |
| Milton Keynes North            |      | Partido Conservador | 43,5 / 100,0 |      | Partido Conservador | 47,2 / 100,0 |
| Milton Keynes South            |      | Partido Conservador | 41,6 / 100,0 |      | Partido Conservador | 46,8 / 100,0 |
| Mole Valley                    |      | Partido Conservador | 57,5 / 100,0 |      | Partido Conservador | 60,6 / 100,0 |
| New Forest East                |      | Partido Conservador | 52,8 / 100,0 |      | Partido Conservador | 56,3 / 100,0 |
| New Forest West                |      | Partido Conservador | 58,8 / 100,0 |      | Partido Conservador | 59,9 / 100,0 |
| Newbury                        |      | Partido Conservador | 56,4 / 100,0 |      | Partido Conservador | 61,0 / 100,0 |
| North East Hampshire           |      | Partido Conservador | 60,6 / 100,0 |      | Partido Conservador | 65,9 / 100,0 |
| North Thanet                   |      | Partido Conservador | 52,7 / 100,0 |      | Partido Conservador | 49,0 / 100,0 |
| North West Hampshire           |      | Partido Conservador | 58,3 / 100,0 |      | Partido Conservador | 58,1 / 100,0 |
| Oxford East                    |      | Partido Trabalhista | 42,5 / 100,0 |      | Partido Trabalhista | 50,0 / 100,0 |
| Oxford West and Abingdon       |      | Partido Conservador | 42,3 / 100,0 |      | Partido Conservador | 45,7 / 100,0 |
| Portsmouth North               |      | Partido Conservador | 44,3 / 100,0 |      | Partido Conservador | 47,0 / 100,0 |
| Portsmouth South               |      | Liberal Democratas  | 45,9 / 100,0 |      | Partido Conservador | 34,8 / 100,0 |
| Reading East                   |      | Partido Conservador | 42,6 / 100,0 |      | Partido Conservador | 46,0 / 100,0 |
| Reading West                   |      | Partido Conservador | 43,2 / 100,0 |      | Partido Conservador | 47,7 / 100,0 |
| Reigate                        |      | Partido Conservador | 53,4 / 100,0 |      | Partido Conservador | 56,8 / 100,0 |
| Rochester and Strood           |      | Partido Conservador | 49,2 / 100,0 |      | Partido Conservador | 44,1 / 100,0 |
| Romsey and Southampton North   |      | Partido Conservador | 49,7 / 100,0 |      | Partido Conservador | 54,4 / 100,0 |
| Runnymede and Weybridge        |      | Partido Conservador | 55,9 / 100,0 |      | Partido Conservador | 59,7 / 100,0 |
| Sevenoaks                      |      | Partido Conservador | 56,8 / 100,0 |      | Partido Conservador | 56,9 / 100,0 |
| Sittingbourne and Sheppey      |      | Partido Conservador | 50,0 / 100,0 |      | Partido Conservador | 49,5 / 100,0 |
| Slough                         |      | Partido Trabalhista | 45,8 / 100,0 |      | Partido Trabalhista | 48,5 / 100,0 |
| South Thanet                   |      | Partido Conservador | 48,0 / 100,0 |      | Partido Conservador | 38,1 / 100,0 |
| South West Surrey              |      | Partido Conservador | 58,7 / 100,0 |      | Partido Conservador | 59,6 / 100,0 |
| Southampton Itchen             |      | Partido Trabalhista | 36,8 / 100,0 |      | Partido Conservador | 41,7 / 100,0 |
| Southampton Test               |      | Partido Trabalhista | 38,5 / 100,0 |      | Partido Trabalhista | 41,3 / 100,0 |
| Spelthorne                     |      | Partido Conservador | 47,1 / 100,0 |      | Partido Conservador | 49,7 / 100,0 |
| Surrey Heath                   |      | Partido Conservador | 57,6 / 100,0 |      | Partido Conservador | 59,9 / 100,0 |
| Tonbridge and Malling          |      | Partido Conservador | 57,9 / 100,0 |      | Partido Conservador | 59,4 / 100,0 |
| Tunbridge Wells                |      | Partido Conservador | 56,2 / 100,0 |      | Partido Conservador | 58,7 / 100,0 |
| Wantage                        |      | Partido Conservador | 52,0 / 100,0 |      | Partido Conservador | 53,3 / 100,0 |
| Wealden                        |      | Partido Conservador | 56,6 / 100,0 |      | Partido Conservador | 57,0 / 100,0 |
| Winchester                     |      | Partido Conservador | 48,5 / 100,0 |      | Partido Conservador | 55,0 / 100,0 |
| Windsor                        |      | Partido Conservador | 60,8 / 100,0 |      | Partido Conservador | 63,4 / 100,0 |
| Witney                         |      | Partido Conservador | 58,8 / 100,0 |      | Partido Conservador | 60,2 / 100,0 |
| Woking                         |      | Partido Conservador | 50,3 / 100,0 |      | Partido Conservador | 56,2 / 100,0 |
| Wokingham                      |      | Partido Conservador | 52,7 / 100,0 |      | Partido Conservador | 57,7 / 100,0 |
| Worthing West                  |      | Partido Conservador | 51,7 / 100,0 |      | Partido Conservador | 51,5 / 100,0 |
| Wycombe                        |      | Partido Conservador | 48,6 / 100,0 |      | Partido Conservador | 51,4 / 100,0 |

#### South West
| Distrito Eleitoral            | 2010 | 2010                | 2010         | 2015 | 2015                | 2015         |
| ----------------------------- | ---- | ------------------- | ------------ | ---- | ------------------- | ------------ |
| Bath                          |      | Liberal Democratas  | 56,6 / 100,0 |      | Partido Conservador | 37,8 / 100,0 |
| Bournemouth East              |      | Partido Conservador | 48,4 / 100,0 |      | Partido Conservador | 49,0 / 100,0 |
| Bournemouth West              |      | Partido Conservador | 45,1 / 100,0 |      | Partido Conservador | 48,2 / 100,0 |
| Bridgwater and West Somerset  |      | Partido Conservador | 45,3 / 100,0 |      | Partido Conservador | 46,0 / 100,0 |
| Bristol East                  |      | Partido Trabalhista | 36,6 / 100,0 |      | Partido Trabalhista | 39,3 / 100,0 |
| Bristol North West            |      | Partido Conservador | 38,0 / 100,0 |      | Partido Conservador | 43,9 / 100,0 |
| Bristol South                 |      | Partido Trabalhista | 38,4 / 100,0 |      | Partido Trabalhista | 38,4 / 100,0 |
| Bristol West                  |      | Liberal Democratas  | 48,0 / 100,0 |      | Partido Trabalhista | 35,7 / 100,0 |
| Camborne and Redruth          |      | Partido Conservador | 37,6 / 100,0 |      | Partido Conservador | 40,2 / 100,0 |
| Central Devon                 |      | Partido Conservador | 51,5 / 100,0 |      | Partido Conservador | 52,2 / 100,0 |
| Cheltenham                    |      | Liberal Democratas  | 50,5 / 100,0 |      | Partido Conservador | 46,1 / 100,0 |
| Chippenham                    |      | Liberal Democratas  | 45,8 / 100,0 |      | Partido Conservador | 47,6 / 100,0 |
| Christchurch                  |      | Partido Conservador | 56,4 / 100,0 |      | Partido Conservador | 58,1 / 100,0 |
| Devizes                       |      | Partido Conservador | 55,1 / 100,0 |      | Partido Conservador | 57,7 / 100,0 |
| East Devon                    |      | Partido Conservador | 48,3 / 100,0 |      | Partido Conservador | 46,4 / 100,0 |
| Exeter                        |      | Partido Trabalhista | 38,2 / 100,0 |      | Partido Trabalhista | 46,4 / 100,0 |
| Filton and Bradley Stoke      |      | Partido Conservador | 40,8 / 100,0 |      | Partido Conservador | 46,7 / 100,0 |
| Forest of Dean                |      | Partido Conservador | 46,9 / 100,0 |      | Partido Conservador | 46,8 / 100,0 |
| Gloucester                    |      | Partido Conservador | 39,9 / 100,0 |      | Partido Conservador | 45,3 / 100,0 |
| Kingswood                     |      | Partido Conservador | 40,4 / 100,0 |      | Partido Conservador | 48,3 / 100,0 |
| Mid Dorset and North Poole    |      | Liberal Democratas  | 45,1 / 100,0 |      | Partido Conservador | 50,8 / 100,0 |
| Newton Abbot                  |      | Partido Conservador | 43,0 / 100,0 |      | Partido Conservador | 47,5 / 100,0 |
| North Cornwall                |      | Liberal Democratas  | 48,1 / 100,0 |      | Partido Conservador | 45,0 / 100,0 |
| North Devon                   |      | Liberal Democratas  | 47,4 / 100,0 |      | Partido Conservador | 42,7 / 100,0 |
| North Dorset                  |      | Partido Conservador | 51,1 / 100,0 |      | Partido Conservador | 56,6 / 100,0 |
| North East Somerset           |      | Partido Conservador | 41,3 / 100,0 |      | Partido Conservador | 49,8 / 100,0 |
| North Somerset                |      | Partido Conservador | 49,3 / 100,0 |      | Partido Conservador | 53,5 / 100,0 |
| North Swindon                 |      | Partido Conservador | 44,6 / 100,0 |      | Partido Conservador | 50,3 / 100,0 |
| North Wiltshire               |      | Partido Conservador | 51,6 / 100,0 |      | Partido Conservador | 57,2 / 100,0 |
| Plymouth Moor View            |      | Partido Trabalhista | 37,2 / 100,0 |      | Partido Conservador | 37,6 / 100,0 |
| Plymouth Sutton and Devonport |      | Partido Conservador | 34,3 / 100,0 |      | Partido Conservador | 37,8 / 100,0 |
| Poole                         |      | Partido Conservador | 47,5 / 100,0 |      | Partido Conservador | 50,1 / 100,0 |
| Salisbury                     |      | Partido Conservador | 49,2 / 100,0 |      | Partido Conservador | 55,6 / 100,0 |
| Somerton and Frome            |      | Liberal Democratas  | 47,5 / 100,0 |      | Partido Conservador | 53,0 / 100,0 |
| South Dorset                  |      | Partido Conservador | 45,1 / 100,0 |      | Partido Conservador | 48,7 / 100,0 |
| South East Cornwall           |      | Partido Conservador | 45,1 / 100,0 |      | Partido Conservador | 50,5 / 100,0 |
| South Swindon                 |      | Partido Conservador | 41,8 / 100,0 |      | Partido Conservador | 46,2 / 100,0 |
| South West Devon              |      | Partido Conservador | 56,0 / 100,0 |      | Partido Conservador | 56,6 / 100,0 |
| South West Wiltshire          |      | Partido Conservador | 51,7 / 100,0 |      | Partido Conservador | 52,7 / 100,0 |
| St Austell and Newquay        |      | Liberal Democratas  | 42,7 / 100,0 |      | Partido Conservador | 40,2 / 100,0 |
| St Ives                       |      | Liberal Democratas  | 42,7 / 100,0 |      | Partido Conservador | 38,3 / 100,0 |
| Stroud                        |      | Partido Conservador | 40,8 / 100,0 |      | Partido Conservador | 45,7 / 100,0 |
| Taunton Deane                 |      | Liberal Democratas  | 49,1 / 100,0 |      | Partido Conservador | 48,1 / 100,0 |
| Tewkesbury                    |      | Partido Conservador | 47,2 / 100,0 |      | Partido Conservador | 54,5 / 100,0 |
| The Cotswolds                 |      | Partido Conservador | 53,0 / 100,0 |      | Partido Conservador | 56,5 / 100,0 |
| Thornbury and Yate            |      | Liberal Democratas  | 51,9 / 100,0 |      | Partido Conservador | 41,0 / 100,0 |
| Tiverton and Honiton          |      | Partido Conservador | 50,3 / 100,0 |      | Partido Conservador | 54,0 / 100,0 |
| Torbay                        |      | Liberal Democratas  | 47,0 / 100,0 |      | Partido Conservador | 40,7 / 100,0 |
| Torridge and West Devon       |      | Partido Conservador | 45,7 / 100,0 |      | Partido Conservador | 50,9 / 100,0 |
| Totnes                        |      | Partido Conservador | 45,9 / 100,0 |      | Partido Conservador | 53,0 / 100,0 |
| Truro and Falmouth            |      | Partido Conservador | 41,7 / 100,0 |      | Partido Conservador | 44,0 / 100,0 |
| Wells                         |      | Liberal Democratas  | 44,0 / 100,0 |      | Partido Conservador | 46,1 / 100,0 |
| West Dorset                   |      | Partido Conservador | 47,6 / 100,0 |      | Partido Conservador | 50,2 / 100,0 |
| Weston-super-Mare             |      | Partido Conservador | 44,3 / 100,0 |      | Partido Conservador | 48,0 / 100,0 |
| Yeovil                        |      | Liberal Democratas  | 55,7 / 100,0 |      | Partido Conservador | 42,5 / 100,0 |

#### West Midlands
| Distrito Eleitoral               | 2010 | 2010                | 2010         | 2015 | 2015                | 2015         |
| -------------------------------- | ---- | ------------------- | ------------ | ---- | ------------------- | ------------ |
| Aldridge-Brownhills              |      | Partido Conservador | 59,3 / 100,0 |      | Partido Conservador | 52,0 / 100,0 |
| Birmingham Edgbaston             |      | Partido Trabalhista | 40,6 / 100,0 |      | Partido Trabalhista | 44,9 / 100,0 |
| Birmingham Erdington             |      | Partido Trabalhista | 41,8 / 100,0 |      | Partido Trabalhista | 45,6 / 100,0 |
| Birmingham Hall Green            |      | Partido Trabalhista | 32,9 / 100,0 |      | Partido Trabalhista | 59,8 / 100,0 |
| Birmingham Hodge Hill            |      | Partido Trabalhista | 52,0 / 100,0 |      | Partido Trabalhista | 68,4 / 100,0 |
| Birmingham Ladywood              |      | Partido Trabalhista | 55,7 / 100,0 |      | Partido Trabalhista | 73,6 / 100,0 |
| Birmingham Northfield            |      | Partido Trabalhista | 40,3 / 100,0 |      | Partido Trabalhista | 41,6 / 100,0 |
| Birmingham Perry Barr            |      | Partido Trabalhista | 50,3 / 100,0 |      | Partido Trabalhista | 57,4 / 100,0 |
| Birmingham Selly Oak             |      | Partido Trabalhista | 38,5 / 100,0 |      | Partido Trabalhista | 47,7 / 100,0 |
| Birmingham Yardley               |      | Liberal Democratas  | 39,6 / 100,0 |      | Partido Trabalhista | 41,5 / 100,0 |
| Bromsgrove                       |      | Partido Conservador | 43,7 / 100,0 |      | Partido Conservador | 53,8 / 100,0 |
| Burton                           |      | Partido Conservador | 44,5 / 100,0 |      | Partido Conservador | 49,8 / 100,0 |
| Cannock Chase                    |      | Partido Conservador | 40,1 / 100,0 |      | Partido Conservador | 44,2 / 100,0 |
| Coventry North East              |      | Partido Trabalhista | 49,3 / 100,0 |      | Partido Trabalhista | 52,2 / 100,0 |
| Coventry North West              |      | Partido Trabalhista | 42,8 / 100,0 |      | Partido Trabalhista | 41,0 / 100,0 |
| Coventry South                   |      | Partido Trabalhista | 41,8 / 100,0 |      | Partido Trabalhista | 42,3 / 100,0 |
| Dudley North                     |      | Partido Trabalhista | 38,7 / 100,0 |      | Partido Trabalhista | 41,8 / 100,0 |
| Dudley South                     |      | Partido Conservador | 43,1 / 100,0 |      | Partido Conservador | 43,8 / 100,0 |
| Halesowen and Rowley Regis       |      | Partido Conservador | 41,2 / 100,0 |      | Partido Conservador | 43,2 / 100,0 |
| Hereford and South Herefordshire |      | Partido Conservador | 46,2 / 100,0 |      | Partido Conservador | 52,6 / 100,0 |
| Kenilworth and Southam           |      | Partido Conservador | 53,6 / 100,0 |      | Partido Conservador | 58,4 / 100,0 |
| Lichfield                        |      | Partido Conservador | 54,4 / 100,0 |      | Partido Conservador | 55,2 / 100,0 |
| Ludlow                           |      | Partido Conservador | 52,8 / 100,0 |      | Partido Conservador | 54,3 / 100,0 |
| Meriden                          |      | Partido Conservador | 51,7 / 100,0 |      | Partido Conservador | 54,7 / 100,0 |
| Mid Worcestershire               |      | Partido Conservador | 54,5 / 100,0 |      | Partido Conservador | 57,0 / 100,0 |
| Newcastle-under-Lyme             |      | Partido Trabalhista | 38,0 / 100,0 |      | Partido Trabalhista | 38,4 / 100,0 |
| North Herefordshire              |      | Partido Conservador | 51,8 / 100,0 |      | Partido Conservador | 55,6 / 100,0 |
| North Shropshire                 |      | Partido Conservador | 51,5 / 100,0 |      | Partido Conservador | 51,5 / 100,0 |
| North Warwickshire               |      | Partido Conservador | 40,2 / 100,0 |      | Partido Conservador | 42,3 / 100,0 |
| Nuneaton                         |      | Partido Conservador | 41,5 / 100,0 |      | Partido Conservador | 45,5 / 100,0 |
| Redditch                         |      | Partido Conservador | 43,5 / 100,0 |      | Partido Conservador | 47,1 / 100,0 |
| Rugby                            |      | Partido Conservador | 44,0 / 100,0 |      | Partido Conservador | 49,1 / 100,0 |
| Shrewsbury and Atcham            |      | Partido Conservador | 43,9 / 100,0 |      | Partido Conservador | 45,5 / 100,0 |
| Solihull                         |      | Liberal Democratas  | 42,9 / 100,0 |      | Partido Conservador | 49,2 / 100,0 |
| South Staffordshire              |      | Partido Conservador | 53,2 / 100,0 |      | Partido Conservador | 59,4 / 100,0 |
| Stafford                         |      | Partido Conservador | 43,9 / 100,0 |      | Partido Conservador | 48,4 / 100,0 |
| Staffordshire Moorlands          |      | Partido Conservador | 45,2 / 100,0 |      | Partido Conservador | 51,1 / 100,0 |
| Stoke-on-Trent Central           |      | Partido Trabalhista | 38,8 / 100,0 |      | Partido Trabalhista | 39,3 / 100,0 |
| Stoke-on-Trent North             |      | Partido Trabalhista | 44,3 / 100,0 |      | Partido Trabalhista | 39,9 / 100,0 |
| Stoke-on-Trent South             |      | Partido Trabalhista | 38,8 / 100,0 |      | Partido Trabalhista | 39,2 / 100,0 |
| Stone                            |      | Partido Conservador | 50,6 / 100,0 |      | Partido Conservador | 54,7 / 100,0 |
| Stourbridge                      |      | Partido Conservador | 42,7 / 100,0 |      | Partido Conservador | 46,0 / 100,0 |
| Stratford-on-Avon                |      | Partido Conservador | 51,5 / 100,0 |      | Partido Conservador | 57,7 / 100,0 |
| Sutton Coldfield                 |      | Partido Conservador | 54,0 / 100,0 |      | Partido Conservador | 54,6 / 100,0 |
| Tamworth                         |      | Partido Conservador | 45,8 / 100,0 |      | Partido Conservador | 50,0 / 100,0 |
| Telford                          |      | Partido Trabalhista | 38,7 / 100,0 |      | Partido Conservador | 39,6 / 100,0 |
| The Wrekin                       |      | Partido Conservador | 47,7 / 100,0 |      | Partido Conservador | 49,7 / 100,0 |
| Walsall North                    |      | Partido Trabalhista | 37,0 / 100,0 |      | Partido Trabalhista | 39,0 / 100,0 |
| Walsall South                    |      | Partido Trabalhista | 39,7 / 100,0 |      | Partido Trabalhista | 47,2 / 100,0 |
| Warley                           |      | Partido Trabalhista | 52,9 / 100,0 |      | Partido Trabalhista | 58,2 / 100,0 |
| Warwick and Leamington           |      | Partido Conservador | 42,6 / 100,0 |      | Partido Conservador | 47,9 / 100,0 |
| West Bromwich East               |      | Partido Trabalhista | 46,5 / 100,0 |      | Partido Trabalhista | 50,2 / 100,0 |
| West Bromwich West               |      | Partido Trabalhista | 45,0 / 100,0 |      | Partido Trabalhista | 47,3 / 100,0 |
| West Worcestershire              |      | Partido Conservador | 50,4 / 100,0 |      | Partido Conservador | 56,1 / 100,0 |
| Wolverhampton North East         |      | Partido Trabalhista | 41,4 / 100,0 |      | Partido Trabalhista | 46,1 / 100,0 |
| Wolverhampton South East         |      | Partido Trabalhista | 47,7 / 100,0 |      | Partido Trabalhista | 53,3 / 100,0 |
| Wolverhampton South West         |      | Partido Conservador | 40,7 / 100,0 |      | Partido Trabalhista | 43,2 / 100,0 |
| Worcester                        |      | Partido Conservador | 39,5 / 100,0 |      | Partido Conservador | 45,3 / 100,0 |
| Wyre Forest                      |      | Partido Conservador | 36,9 / 100,0 |      | Partido Conservador | 45,3 / 100,0 |

#### Yorkshire and the Humber
| Distrito Eleitoral                    | 2010 | 2010                | 2010         | 2015 | 2015                | 2015         |
| ------------------------------------- | ---- | ------------------- | ------------ | ---- | ------------------- | ------------ |
| Barnsley Central                      |      | Partido Trabalhista | 47,3 / 100,0 |      | Partido Trabalhista | 55,7 / 100,0 |
| Barnsley East                         |      | Partido Trabalhista | 47,0 / 100,0 |      | Partido Trabalhista | 54,7 / 100,0 |
| Batley and Spen                       |      | Partido Trabalhista | 41,5 / 100,0 |      | Partido Trabalhista | 43,2 / 100,0 |
| Beverley and Holderness               |      | Partido Conservador | 47,1 / 100,0 |      | Partido Conservador | 48,1 / 100,0 |
| Bradford East                         |      | Liberal Democratas  | 33,7 / 100,0 |      | Partido Trabalhista | 46,6 / 100,0 |
| Bradford South                        |      | Partido Trabalhista | 41,3 / 100,0 |      | Partido Trabalhista | 43,4 / 100,0 |
| Bradford West                         |      | Partido Trabalhista | 45,3 / 100,0 |      | Partido Trabalhista | 49,6 / 100,0 |
| Brigg and Goole                       |      | Partido Conservador | 44,9 / 100,0 |      | Partido Conservador | 53,0 / 100,0 |
| Calder Valley                         |      | Partido Conservador | 39,4 / 100,0 |      | Partido Conservador | 43,6 / 100,0 |
| Cleethorpes                           |      | Partido Conservador | 42,1 / 100,0 |      | Partido Conservador | 46,6 / 100,0 |
| Colne Valley                          |      | Partido Conservador | 37,0 / 100,0 |      | Partido Conservador | 44,4 / 100,0 |
| Dewsbury                              |      | Partido Conservador | 35,0 / 100,0 |      | Partido Trabalhista | 41,8 / 100,0 |
| Don Valley                            |      | Partido Trabalhista | 37,9 / 100,0 |      | Partido Trabalhista | 46,2 / 100,0 |
| Doncaster Central                     |      | Partido Trabalhista | 39,7 / 100,0 |      | Partido Trabalhista | 49,1 / 100,0 |
| Doncaster North                       |      | Partido Trabalhista | 47,3 / 100,0 |      | Partido Trabalhista | 52,4 / 100,0 |
| East Yorkshire                        |      | Partido Conservador | 47,5 / 100,0 |      | Partido Conservador | 50,6 / 100,0 |
| Elmet and Rothwell                    |      | Partido Conservador | 42,6 / 100,0 |      | Partido Conservador | 48,4 / 100,0 |
| Great Grimsby                         |      | Partido Trabalhista | 32,7 / 100,0 |      | Partido Trabalhista | 39,8 / 100,0 |
| Halifax                               |      | Partido Trabalhista | 37,4 / 100,0 |      | Partido Trabalhista | 40,0 / 100,0 |
| Haltemprice and Howden                |      | Partido Conservador | 50,2 / 100,0 |      | Partido Conservador | 54,2 / 100,0 |
| Harrogate and Knaresborough           |      | Partido Conservador | 45,7 / 100,0 |      | Partido Conservador | 52,7 / 100,0 |
| Hemsworth                             |      | Partido Trabalhista | 46,8 / 100,0 |      | Partido Trabalhista | 51,3 / 100,0 |
| Huddersfiled                          |      | Partido Trabalhista | 38,8 / 100,0 |      | Partido Trabalhista | 44,9 / 100,0 |
| Hull East                             |      | Partido Trabalhista | 47,9 / 100,0 |      | Partido Trabalhista | 51,7 / 100,0 |
| Hull North                            |      | Partido Trabalhista | 39,2 / 100,0 |      | Partido Trabalhista | 52,8 / 100,0 |
| Hull West and Hessle                  |      | Partido Trabalhista | 42,5 / 100,0 |      | Partido Trabalhista | 49,2 / 100,0 |
| Keighley                              |      | Partido Conservador | 41,9 / 100,0 |      | Partido Conservador | 44,3 / 100,0 |
| Leeds Central                         |      | Partido Trabalhista | 49,3 / 100,0 |      | Partido Trabalhista | 55,0 / 100,0 |
| Leeds East                            |      | Partido Trabalhista | 50,4 / 100,0 |      | Partido Trabalhista | 53,7 / 100,0 |
| Leeds North East                      |      | Partido Trabalhista | 42,7 / 100,0 |      | Partido Trabalhista | 47,9 / 100,0 |
| Leeds North West                      |      | Liberal Democratas  | 47,5 / 100,0 |      | Liberal Democratas  | 36,8 / 100,0 |
| Leeds West                            |      | Partido Trabalhista | 42,3 / 100,0 |      | Partido Trabalhista | 48,0 / 100,0 |
| Morley and Outwood                    |      | Partido Trabalhista | 37,6 / 100,0 |      | Partido Conservador | 38,9 / 100,0 |
| Normanton, Pontefract and Castleford  |      | Partido Trabalhista | 48,1 / 100,0 |      | Partido Trabalhista | 54,9 / 100,0 |
| Penistone and Stocksbridge            |      | Partido Trabalhista | 37,8 / 100,0 |      | Partido Trabalhista | 42,0 / 100,0 |
| Pudsey                                |      | Partido Conservador | 38,5 / 100,0 |      | Partido Conservador | 46,4 / 100,0 |
| Richmond                              |      | Partido Conservador | 62,8 / 100,0 |      | Partido Conservador | 51,4 / 100,0 |
| Rother Valley                         |      | Partido Trabalhista | 40,9 / 100,0 |      | Partido Trabalhista | 43,6 / 100,0 |
| Rotherham                             |      | Partido Trabalhista | 44,6 / 100,0 |      | Partido Trabalhista | 52,5 / 100,0 |
| Scarborough and Whitby                |      | Partido Conservador | 42,8 / 100,0 |      | Partido Conservador | 43,2 / 100,0 |
| Scunthorpe                            |      | Partido Trabalhista | 39,5 / 100,0 |      | Partido Trabalhista | 41,7 / 100,0 |
| Selby and Ainsty                      |      | Partido Conservador | 49,4 / 100,0 |      | Partido Conservador | 52,5 / 100,0 |
| Sheffield Brightside and Hillsborough |      | Partido Trabalhista | 55,0 / 100,0 |      | Partido Trabalhista | 56,6 / 100,0 |
| Sheffiled Central                     |      | Partido Trabalhista | 41,3 / 100,0 |      | Partido Trabalhista | 55,0 / 100,0 |
| Sheffiled Hallam                      |      | Liberal Democratas  | 53,4 / 100,0 |      | Liberal Democratas  | 40,0 / 100,0 |
| Sheffield Heeley                      |      | Partido Trabalhista | 42,6 / 100,0 |      | Partido Trabalhista | 48,2 / 100,0 |
| Sheffield South East                  |      | Partido Trabalhista | 48,7 / 100,0 |      | Partido Trabalhista | 51,4 / 100,0 |
| Shipley                               |      | Partido Conservador | 48,6 / 100,0 |      | Partido Conservador | 50,0 / 100,0 |
| Skipton and Ripon                     |      | Partido Conservador | 50,6 / 100,0 |      | Partido Conservador | 55,4 / 100,0 |
| Thirsk and Malton                     |      | Partido Conservador | 52,9 / 100,0 |      | Partido Conservador | 52,6 / 100,0 |
| Wakefiled                             |      | Partido Trabalhista | 39,3 / 100,0 |      | Partido Trabalhista | 40,3 / 100,0 |
| Wentworth and Dearne                  |      | Partido Trabalhista | 50,6 / 100,0 |      | Partido Trabalhista | 56,9 / 100,0 |
| York Central                          |      | Partido Trabalhista | 40,0 / 100,0 |      | Partido Trabalhista | 42,4 / 100,0 |
| York Outer                            |      | Partido Conservador | 43,0 / 100,0 |      | Partido Conservador | 49,1 / 100,0 |

### Escócia
| Distrito Eleitoral                          | 2010 | 2010                     | 2010         | 2015 | 2015                     | 2015         |
| ------------------------------------------- | ---- | ------------------------ | ------------ | ---- | ------------------------ | ------------ |
| Aberdeen North                              |      | Partido Trabalhista      | 44,4 / 100,0 |      | Partido Nacional Escocês | 56,4 / 100,0 |
| Aberdeen South                              |      | Partido Trabalhista      | 36,5 / 100,0 |      | Partido Nacional Escocês | 41,6 / 100,0 |
| Airdrie and Shotts                          |      | Partido Trabalhista      | 58,2 / 100,0 |      | Partido Nacional Escocês | 53,9 / 100,0 |
| Angus                                       |      | Partido Nacional Escocês | 39,6 / 100,0 |      | Partido Nacional Escocês | 54,2 / 100,0 |
| Argyll and Bute                             |      | Liberal Democratas       | 31,6 / 100,0 |      | Partido Nacional Escocês | 44,3 / 100,0 |
| Ayr, Carrick and Cumnock                    |      | Partido Trabalhista      | 47,1 / 100,0 |      | Partido Nacional Escocês | 48,8 / 100,0 |
| Banff and Buchan                            |      | Partido Nacional Escocês | 41,3 / 100,0 |      | Partido Nacional Escocês | 60,2 / 100,0 |
| Berwickshire, Roxburgh and Selkirk          |      | Liberal Democratas       | 45,4 / 100,0 |      | Partido Nacional Escocês | 36,6 / 100,0 |
| Caithness, Sutherland and Easter Ross       |      | Liberal Democratas       | 41,4 / 100,0 |      | Partido Nacional Escocês | 46,3 / 100,0 |
| Central Ayrshire                            |      | Partido Trabalhista      | 47,7 / 100,0 |      | Partido Nacional Escocês | 53,2 / 100,0 |
| Coatbridge, Chryston and Bellshill          |      | Partido Trabalhista      | 66,6 / 100,0 |      | Partido Nacional Escocês | 56,6 / 100,0 |
| Cumbernauld, Kilsyth and Kirkintilloch East |      | Partido Trabalhista      | 57,2 / 100,0 |      | Partido Nacional Escocês | 59,9 / 100,0 |
| Dumfries and Galloway                       |      | Partido Trabalhista      | 45,9 / 100,0 |      | Partido Nacional Escocês | 41,4 / 100,0 |
| Dumfriesshire, Clydesdale and Tweeddale     |      | Partido Conservador      | 38,0 / 100,0 |      | Partido Conservador      | 39,8 / 100,0 |
| Dundee East                                 |      | Partido Nacional Escocês | 37,8 / 100,0 |      | Partido Nacional Escocês | 59,7 / 100,0 |
| Dundee West                                 |      | Partido Trabalhista      | 48,5 / 100,0 |      | Partido Nacional Escocês | 61,9 / 100,0 |
| Dunfermline and West Fife                   |      | Partido Trabalhista      | 46,3 / 100,0 |      | Partido Nacional Escocês | 50,3 / 100,0 |
| East Dunbartonshire                         |      | Liberal Democratas       | 38,7 / 100,0 |      | Partido Nacional Escocês | 40,3 / 100,0 |
| East Kilbride, Strathaven and Lesmahagow    |      | Partido Trabalhista      | 51,5 / 100,0 |      | Partido Nacional Escocês | 55,6 / 100,0 |
| East Lothian                                |      | Partido Trabalhista      | 44,6 / 100,0 |      | Partido Nacional Escocês | 42,5 / 100,0 |
| East Renfrewshire                           |      | Partido Trabalhista      | 50,8 / 100,0 |      | Partido Nacional Escocês | 40,6 / 100,0 |
| Edinburgh East                              |      | Partido Trabalhista      | 43,4 / 100,0 |      | Partido Nacional Escocês | 49,2 / 100,0 |
| Edinburgh North and Leith                   |      | Partido Trabalhista      | 37,5 / 100,0 |      | Partido Nacional Escocês | 40,9 / 100,0 |
| Edinburgh South                             |      | Partido Trabalhista      | 34,7 / 100,0 |      | Partido Trabalhista      | 39,1 / 100,0 |
| Edinburgh South West                        |      | Partido Trabalhista      | 42,8 / 100,0 |      | Partido Nacional Escocês | 43,0 / 100,0 |
| Edinburgh West                              |      | Liberal Democratas       | 35,9 / 100,0 |      | Partido Nacional Escocês | 39,0 / 100,0 |
| Falkirk                                     |      | Partido Trabalhista      | 45,7 / 100,0 |      | Partido Nacional Escocês | 57,7 / 100,0 |
| Glasgow Central                             |      | Partido Trabalhista      | 52,0 / 100,0 |      | Partido Nacional Escocês | 52,5 / 100,0 |
| Glasgow East                                |      | Partido Trabalhista      | 61,6 / 100,0 |      | Partido Nacional Escocês | 56,9 / 100,0 |
| Glasgow North                               |      | Partido Trabalhista      | 44,5 / 100,0 |      | Partido Nacional Escocês | 53,1 / 100,0 |
| Glasgow North East                          |      | Partido Trabalhista      | 68,3 / 100,0 |      | Partido Nacional Escocês | 58,1 / 100,0 |
| Glasgow North West                          |      | Partido Trabalhista      | 54,1 / 100,0 |      | Partido Nacional Escocês | 54,5 / 100,0 |
| Glasgow South                               |      | Partido Trabalhista      | 51,7 / 100,0 |      | Partido Nacional Escocês | 54,9 / 100,0 |
| Glasgow South West                          |      | Partido Trabalhista      | 62,5 / 100,0 |      | Partido Nacional Escocês | 57,2 / 100,0 |
| Glenrothes                                  |      | Partido Trabalhista      | 62,3 / 100,0 |      | Partido Nacional Escocês | 59,8 / 100,0 |
| Gordon                                      |      | Liberal Democratas       | 36,0 / 100,0 |      | Partido Nacional Escocês | 47,7 / 100,0 |
| Inverclyde                                  |      | Partido Trabalhista      | 53,8 / 100,0 |      | Partido Nacional Escocês | 55,1 / 100,0 |
| Inverness, Nairn, Badenoch and Strathspey   |      | Liberal Democratas       | 40,7 / 100,0 |      | Partido Nacional Escocês | 50,1 / 100,0 |
| Kilmarnock and Loudoun                      |      | Partido Trabalhista      | 52,5 / 100,0 |      | Partido Nacional Escocês | 55,7 / 100,0 |
| Kirkcaldy and Cowdenbeath                   |      | Partido Trabalhista      | 64,5 / 100,0 |      | Partido Nacional Escocês | 52,2 / 100,0 |
| Lanark and Hamilton East                    |      | Partido Trabalhista      | 50,0 / 100,0 |      | Partido Nacional Escocês | 48,8 / 100,0 |
| Linlithgow and East Falkirk                 |      | Partido Trabalhista      | 49,8 / 100,0 |      | Partido Nacional Escocês | 52,0 / 100,0 |
| Livingston                                  |      | Partido Trabalhista      | 48,5 / 100,0 |      | Partido Nacional Escocês | 56,9 / 100,0 |
| Midlothian                                  |      | Partido Trabalhista      | 47,0 / 100,0 |      | Partido Nacional Escocês | 50,6 / 100,0 |
| Moray                                       |      | Partido Nacional Escocês | 39,7 / 100,0 |      | Partido Nacional Escocês | 49,5 / 100,0 |
| Motherwell and Wishaw                       |      | Partido Trabalhista      | 61,1 / 100,0 |      | Partido Nacional Escocês | 56,5 / 100,0 |
| Na h-Eileanan an Iar                        |      | Partido Nacional Escocês | 45,7 / 100,0 |      | Partido Nacional Escocês | 54,3 / 100,0 |
| North Ayrshire and Arran                    |      | Partido Trabalhista      | 47,4 / 100,0 |      | Partido Nacional Escocês | 53,2 / 100,0 |
| North East Fife                             |      | Liberal Democratas       | 44,3 / 100,0 |      | Partido Nacional Escocês | 40,9 / 100,0 |
| Ochil and South Perthshire                  |      | Partido Trabalhista      | 37,9 / 100,0 |      | Partido Nacional Escocês | 46,0 / 100,0 |
| Orkney and Shetland                         |      | Liberal Democratas       | 62,0 / 100,0 |      | Liberal Democratas       | 41,4 / 100,0 |
| Paisley and Renfrewshire North              |      | Partido Trabalhista      | 54,0 / 100,0 |      | Partido Nacional Escocês | 50,7 / 100,0 |
| Paisley and Renfrewshire South              |      | Partido Trabalhista      | 59,6 / 100,0 |      | Partido Nacional Escocês | 50,9 / 100,0 |
| Perth and North Perthshire                  |      | Partido Nacional Escocês | 39,6 / 100,0 |      | Partido Nacional Escocês | 50,5 / 100,0 |
| Ross, Skye and Lochaber                     |      | Liberal Democratas       | 52,6 / 100,0 |      | Partido Nacional Escocês | 48,1 / 100,0 |
| Rutherglen and Hamilton West                |      | Partido Trabalhista      | 60,8 / 100,0 |      | Partido Nacional Escocês | 52,6 / 100,0 |
| Stirling                                    |      | Partido Trabalhista      | 41,8 / 100,0 |      | Partido Nacional Escocês | 45,6 / 100,0 |
| West Aberdeenshire and Kincardine           |      | Liberal Democratas       | 38,4 / 100,0 |      | Partido Nacional Escocês | 41,6 / 100,0 |
| West Dunbartonshire                         |      | Partido Trabalhista      | 61,3 / 100,0 |      | Partido Nacional Escocês | 59,0 / 100,0 |

### Irlanda da Norte
| Distrito Eleitoral         | 2010 | 2010                                   | 2010         | 2015 | 2015                                   | 2015         |
| -------------------------- | ---- | -------------------------------------- | ------------ | ---- | -------------------------------------- | ------------ |
| Belfast East               |      | Partido da Aliança                     | 37,2 / 100,0 |      | Partido Democrático Unionista          | 49,3 / 100,0 |
| Belfast North              |      | Partido Democrático Unionista          | 40,0 / 100,0 |      | Partido Democrático Unionista          | 47,0 / 100,0 |
| Belfast South              |      | Partido Social Democrata e Trabalhista | 41,0 / 100,0 |      | Partido Social Democrata e Trabalhista | 24,5 / 100,0 |
| Belfast West               |      | Sinn Féin                              | 71,1 / 100,0 |      | Sinn Féin                              | 54,2 / 100,0 |
| East Antrim                |      | Partido Democrático Unionista          | 45,9 / 100,0 |      | Partido Democrático Unionista          | 36,1 / 100,0 |
| East Londonderry           |      | Partido Democrático Unionista          | 34,6 / 100,0 |      | Partido Democrático Unionista          | 42,2 / 100,0 |
| Fermanagh and South Tyrone |      | Sinn Féin                              | 45,5 / 100,0 |      | Partido Unionista do Ulster            | 46,4 / 100,0 |
| Foyle                      |      | Partido Social Democrata e Trabalhista | 44,7 / 100,0 |      | Partido Social Democrata e Trabalhista | 47,9 / 100,0 |
| Lagan Valley               |      | Partido Democrático Unionista          | 49,8 / 100,0 |      | Partido Democrático Unionista          | 47,9 / 100,0 |
| Mid Ulster                 |      | Sinn Féin                              | 52,0 / 100,0 |      | Sinn Féin                              | 48,7 / 100,0 |
| Newry and Armagh           |      | Sinn Féin                              | 42,0 / 100,0 |      | Sinn Féin                              | 41,1 / 100,0 |
| North Antrim               |      | Partido Democrático Unionista          | 46,4 / 100,0 |      | Partido Democrático Unionista          | 43,2 / 100,0 |
| North Down                 |      | Independente                           | 63,3 / 100,0 |      | Independente                           | 49,2 / 100,0 |
| South Antrim               |      | Partido Democrático Unionista          | 33,9 / 100,0 |      | Partido Unionista do Ulster            | 32,7 / 100,0 |
| South Down                 |      | Partido Social Democrata e Trabalhista | 48,5 / 100,0 |      | Partido Social Democrata e Trabalhista | 42,3 / 100,0 |
| Strangford                 |      | Partido Democrático Unionista          | 45,9 / 100,0 |      | Partido Democrático Unionista          | 44,4 / 100,0 |
| Upper Bann                 |      | Partido Democrático Unionista          | 33,8 / 100,0 |      | Partido Democrático Unionista          | 32,7 / 100,0 |
| West Tyrone                |      | Sinn Féin                              | 48,4 / 100,0 |      | Sinn Féin                              | 43,5 / 100,0 |

### País de Gales
| Distrito Eleitoral                      | 2010 | 2010                | 2010         | 2015 | 2015                | 2015         |
| --------------------------------------- | ---- | ------------------- | ------------ | ---- | ------------------- | ------------ |
| Aberavon                                |      | Partido Trabalhista | 51,9 / 100,0 |      | Partido Trabalhista | 48,9 / 100,0 |
| Aberconwy                               |      | Partido Conservador | 35,8 / 100,0 |      | Partido Conservador | 41,5 / 100,0 |
| Alyn and Deeside                        |      | Partido Trabalhista | 39,6 / 100,0 |      | Partido Trabalhista | 40,0 / 100,0 |
| Arfon                                   |      | Plaid Cymru         | 36,0 / 100,0 |      | Plaid Cymru         | 43,9 / 100,0 |
| Blaenau Gwent                           |      | Partido Trabalhista | 52,4 / 100,0 |      | Partido Trabalhista | 58,0 / 100,0 |
| Brecon and Radnorshire                  |      | Liberal Democratas  | 46,2 / 100,0 |      | Partido Conservador | 41,1 / 100,0 |
| Bridgend                                |      | Partido Trabalhista | 36,3 / 100,0 |      | Partido Trabalhista | 37,1 / 100,0 |
| Caerphilly                              |      | Partido Trabalhista | 44,9 / 100,0 |      | Partido Trabalhista | 44,3 / 100,0 |
| Cardiff Central                         |      | Liberal Democratas  | 41,4 / 100,0 |      | Partido Trabalhista | 40,0 / 100,0 |
| Cardiff North                           |      | Partido Conservador | 37,5 / 100,0 |      | Partido Conservador | 42,4 / 100,0 |
| Cardiff South and Penarth               |      | Partido Trabalhista | 38,9 / 100,0 |      | Partido Trabalhista | 42,8 / 100,0 |
| Cardiff West                            |      | Partido Trabalhista | 41,2 / 100,0 |      | Partido Trabalhista | 40,7 / 100,0 |
| Carmarthen East and Dinefwr             |      | Plaid Cymru         | 35,6 / 100,0 |      | Plaid Cymru         | 38,4 / 100,0 |
| Carmarthen West and South Pembrokeshire |      | Partido Conservador | 41,1 / 100,0 |      | Partido Conservador | 43,7 / 100,0 |
| Ceredigion                              |      | Liberal Democratas  | 50,0 / 100,0 |      | Liberal Democratas  | 35,9 / 100,0 |
| Clwyd South                             |      | Partido Trabalhista | 38,4 / 100,0 |      | Partido Trabalhista | 37,2 / 100,0 |
| Clwyd West                              |      | Partido Conservador | 41,5 / 100,0 |      | Partido Conservador | 43,3 / 100,0 |
| Cynon Valley                            |      | Partido Trabalhista | 52,5 / 100,0 |      | Partido Trabalhista | 47,7 / 100,0 |
| Delyn                                   |      | Partido Trabalhista | 40,8 / 100,0 |      | Partido Trabalhista | 40,5 / 100,0 |
| Dwyfor Meirionnydd                      |      | Plaid Cymru         | 44,3 / 100,0 |      | Plaid Cymru         | 40,9 / 100,0 |
| Gower                                   |      | Partido Trabalhista | 38,4 / 100,0 |      | Partido Conservador | 37,1 / 100,0 |
| Islwyn                                  |      | Partido Trabalhista | 49,2 / 100,0 |      | Partido Trabalhista | 49,0 / 100,0 |
| Llanelli                                |      | Partido Trabalhista | 42,5 / 100,0 |      | Partido Trabalhista | 41,3 / 100,0 |
| Merthyr Tydfil and Rhymney              |      | Partido Trabalhista | 43,7 / 100,0 |      | Partido Trabalhista | 53,9 / 100,0 |
| Monmouth                                |      | Partido Conservador | 48,3 / 100,0 |      | Partido Conservador | 49,9 / 100,0 |
| Montgomeryshire                         |      | Partido Conservador | 41,3 / 100,0 |      | Partido Conservador | 45,0 / 100,0 |
| Neath                                   |      | Partido Trabalhista | 46,3 / 100,0 |      | Partido Trabalhista | 43,8 / 100,0 |
| Newport East                            |      | Partido Trabalhista | 37,0 / 100,0 |      | Partido Trabalhista | 40,7 / 100,0 |
| Newport West                            |      | Partido Trabalhista | 41,3 / 100,0 |      | Partido Trabalhista | 41,2 / 100,0 |
| Ogmore                                  |      | Partido Trabalhista | 53,8 / 100,0 |      | Partido Trabalhista | 52,6 / 100,0 |
| Pontypridd                              |      | Partido Trabalhista | 38,8 / 100,0 |      | Partido Trabalhista | 41,1 / 100,0 |
| Preseli Pembrokeshire                   |      | Partido Conservador | 42,8 / 100,0 |      | Partido Conservador | 40,4 / 100,0 |
| Rhondda                                 |      | Partido Trabalhista | 55,3 / 100,0 |      | Partido Trabalhista | 50,7 / 100,0 |
| Swansea East                            |      | Partido Trabalhista | 51,5 / 100,0 |      | Partido Trabalhista | 53,0 / 100,0 |
| Swansea West                            |      | Partido Trabalhista | 34,7 / 100,0 |      | Partido Trabalhista | 42,6 / 100,0 |
| Torfaen                                 |      | Partido Trabalhista | 44,8 / 100,0 |      | Partido Trabalhista | 44,6 / 100,0 |
| Vale of Clwyd                           |      | Partido Trabalhista | 42,3 / 100,0 |      | Partido Conservador | 39,0 / 100,0 |
| Vale of Glamorgan                       |      | Partido Conservador | 41,8 / 100,0 |      | Partido Conservador | 46,0 / 100,0 |
| Wrexham                                 |      | Partido Trabalhista | 36,9 / 100,0 |      | Partido Trabalhista | 37,2 / 100,0 |
| Ynys Môn                                |      | Partido Trabalhista | 33,4 / 100,0 |      | Partido Trabalhista | 31,1 / 100,0 |

### Eleições Intercalares (By-elections)
| Data    | Distrito Eleitoral                    | 2015 | 2015                | 2015         | Intercalares | Intercalares        | Intercalares |
| ------- | ------------------------------------- | ---- | ------------------- | ------------ | ------------ | ------------------- | ------------ |
| 12/2015 | Oldham West and Royton                |      | Partido Trabalhista | 54,8 / 100,0 |              | Partido Trabalhista | 62,1 / 100,0 |
| 05/2016 | Sheffield Brightside and Hillsborough |      | Partido Trabalhista | 56,6 / 100,0 |              | Partido Trabalhista | 62,4 / 100,0 |
| 05/2016 | Ogmore                                |      | Partido Trabalhista | 52,9 / 100,0 |              | Partido Trabalhista | 52,6 / 100,0 |
| 06/2016 | Tooting                               |      | Partido Trabalhista | 47,2 / 100,0 |              | Partido Trabalhista | 55,9 / 100,0 |
| 10/2016 | Batley and Spen                       |      | Partido Trabalhista | 43,2 / 100,0 |              | Partido Trabalhista | 85,8 / 100,0 |
| 10/2016 | Witney                                |      | Partido Conservador | 60,2 / 100,0 |              | Partido Conservador | 45,0 / 100,0 |
| 12/2016 | Richmond Park                         |      | Partido Conservador | 45,2 / 100,0 |              | Liberal Democratas  | 49,7 / 100,0 |
| 12/2016 | Sleaford and North Hykeham            |      | Partido Conservador | 56,2 / 100,0 |              | Partido Conservador | 53,5 / 100,0 |
| 02/2017 | Copeland                              |      | Partido Trabalhista | 42,3 / 100,0 |              | Partido Conservador | 44,2 / 100,0 |
| 02/2017 | Stoke-on-Trent Central                |      | Partido Trabalhista | 39,3 / 100,0 |              | Partido Trabalhista | 37,1 / 100,0 |

### Boundary Commissions
- Boundary Commission for England (em inglês)
- Boundary Commission for Northern Ireland (em inglês)
- Boundary Commission for Scotland (em inglês)
- Boundary Commission for Wales (em inglês)